# Armada del imperio austríaco
La Armada del imperio austríaco (en alemán: Österreichische Marine) era la rama naval de sus fuerzas armadas. Tuvo su origen en la flotilla del Danubio del siglo XVI y desde finales del siglo XVIII en la flota del mediterráneo. Con el compromiso austrohúngaro de 1867, la marina se vio reformada dando paso a la Armada austrohúngara o Marina de Guerra Imperial y Real.

## Historia

### Antecedentes de la armada austriaca
Aunque las primeras áreas litorales de la costa croata del Adriático ya estaban en posesión de los Habsburgo en el siglo XIV, el comercio marítimo y su defensa contra los bucaneros moriscos y otomanos dejaron, por mucho tiempo, a la navegación a iniciativa de los habitantes de la costa.
Si bien no se estableció formalmente hasta el siglo XVIII, los orígenes de la marina se remontan a 1382, con la incorporación de Trieste al Ducado de Austria. Durante los siglos XIII y XIV, Trieste se convirtió en un rival comercial marítimo de la República de Venecia que ocupó la ciudad portuaria del Adriático durante los períodos intermitentes entre 1283 y 1372. Bajo los términos de la Paz de Turín en 1381, Venecia renunció a su reclamo de Trieste y los principales ciudadanos de Trieste pidieron a Leopoldo III, duque de Austria, que hiciera de Trieste parte de sus dominios. El acuerdo que incorpora a Trieste en el Ducado de Austria se firmó en el castillo de Graz el 30 de septiembre de 1382.

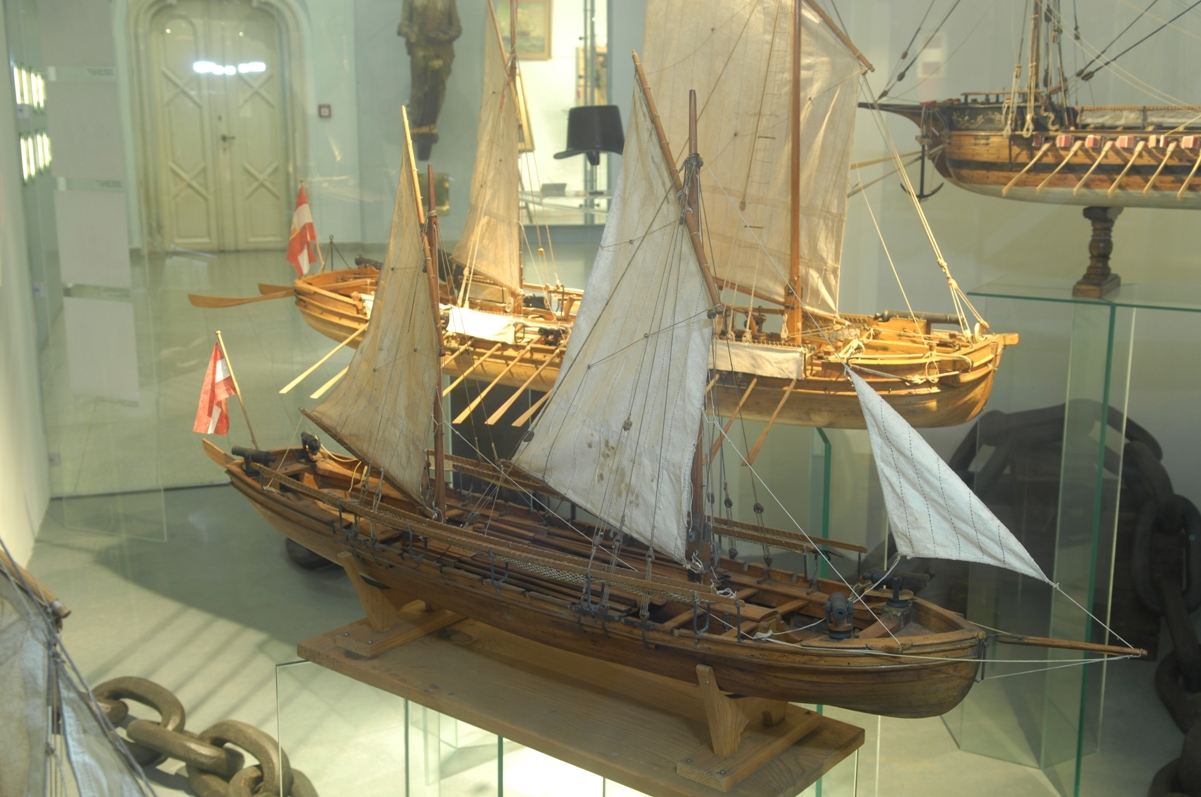
Modelo a escala de una Chaika (bote de fondo plano) usados en el Danubio durante los siglos -. Museo de Historia Militar de Viena.

En las guerras contra el Imperio otomano desde el siglo XVI, se construyó la Donauflottille o Flota Imperial del Danubio para contrarrestar las fuerzas otomanas y apoyar las operaciones terrestres. Durante la Gran Guerra Turca, el Príncipe Eugenio de Saboya empleó una pequeña flotilla de barcos a lo largo del Danubio para luchar contra el Imperio otomano, una práctica que la Casa de Habsburgo había empleado previamente durante los siglos XVI y XVII para luchar durante las numerosas guerras con los Otomanos. Estas flotillas fluviales eran en gran parte tripuladas por hombres que venían de los puertos costeros de Austria y desempeñaban un papel importante en el transporte de tropas a través del Danubio, además de negar el control turco sobre el río de importancia estratégica.
Sin embargo, Austria se mantuvo sin una armada marítima adecuada, incluso después de que la necesidad de una se demostró con la Marina francesa bombardeando el puerto de Trieste durante la guerra de sucesión española. Al carecer de poder marítimo, Austria no pudo proteger sus ciudades costeras ni proyectar poder en los mares Adriático o Mediterráneo.
Tras la guerra de sucesión española, Austria volvió a interesarse en establecer una armada propia para proteger sus numerosas posesiones costeras. Esto coincidió con la mayoría del interés creciente de las naciones europeas en el mercantilismo, la fundación y el desarrollo de colonias y el fletamento de compañías comerciales en el extranjero a principios del siglo XVIII. Sin embargo, el obstáculo más grande de Austria para participar en el comercio exterior y las empresas navales radica en la geografía del país. A pesar de que Austria tenía una larga costa a lo largo del Mar Adriático, los principales puertos que poseía a lo largo de su costa principal estaban aislados de Viena por los grandes Alpes austríacos. Además, no había grandes ríos que conectaran los puertos del Adriático de Austria con el interior del país. Austria también disfrutaba de tres grandes ríos navegables que fluían por el país, el Elba, el Oder y el Danubio. Sin embargo, el Elba y el Oder fluían a través del Reino de Prusia antes de desembocar en el mar del Norte y el Mar Báltico, respectivamente, mientras que la desembocadura del Danubio se encontraba dentro del territorio del Imperio Otomano. Ambas naciones seguirían siendo rivales importantes para Austria a lo largo del siglo XVIII, impidiendo a los austríacos utilizar sus ríos principales para obtener acceso al mar.

### Fundación como armada austriaca

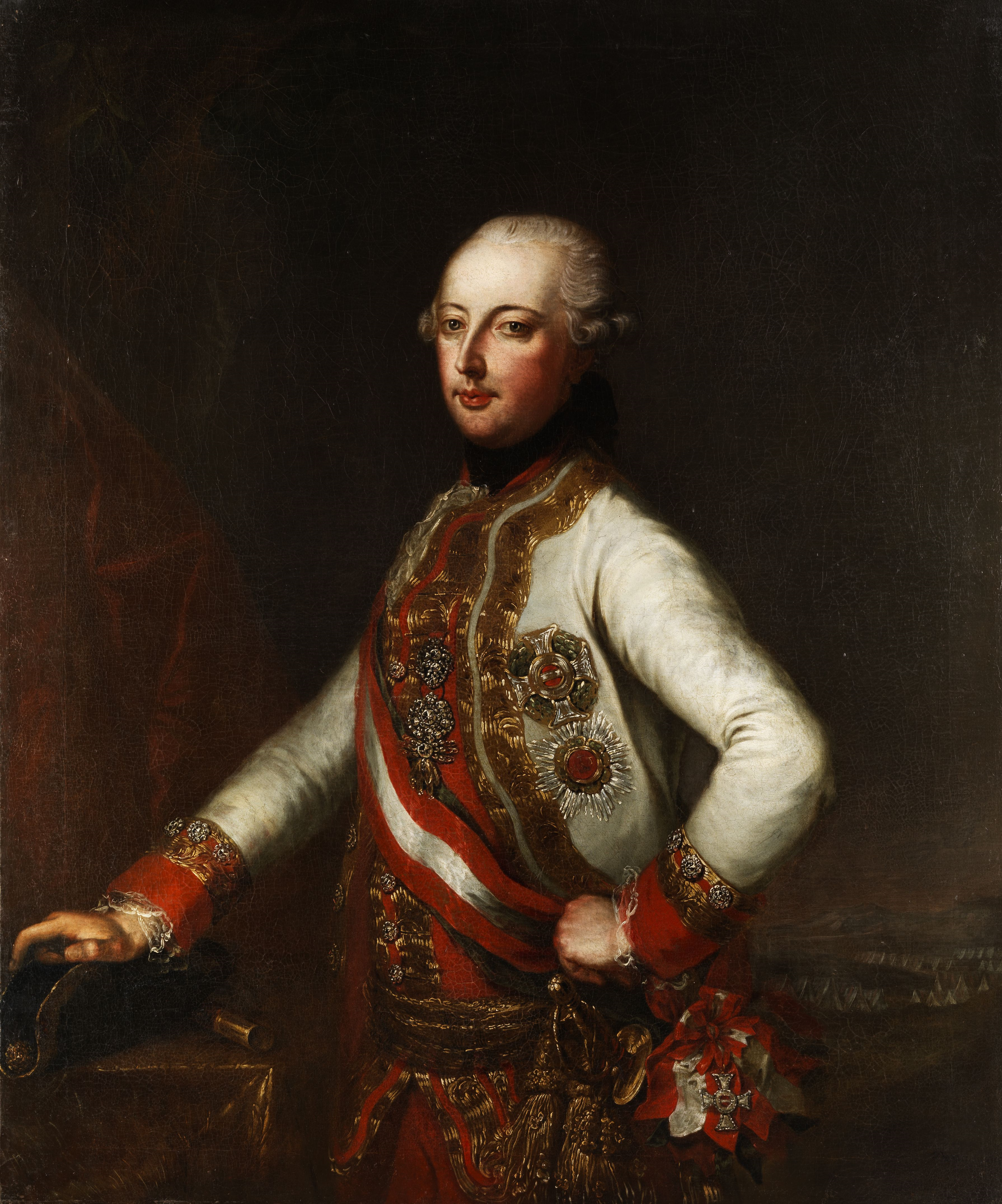
José II

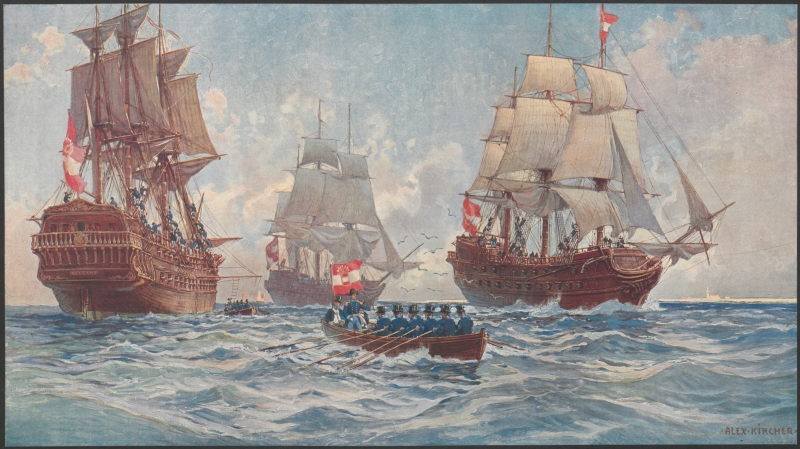
Navíos de línea del 1800. Pintura de Alexander Kircher

Bajo el reinado del emperador José II, se decidió la fundación de una armada austriaca, que se estableció en 1786. Se compraron dos Cúter en Ostende, cada uno armado con veinte cañones, y fueron enviados a Trieste. José II también introdujo la enseña naval de Austria, que consistía en un estandarte rojo-blanco-rojo con la corona del Archiduque de Austria a la izquierda. Antes de esto, los barcos austríacos ondeaban la bandera amarilla y negra de la monarquía de los Habsburgo. La Marineflagge de José II seguiría siendo la insignia naval de Austria y más tarde de Austria-Hungría hasta mediados de la Primera Guerra Mundial.
Con la paz de Campoformio entre Francia y Austria, en 1797, Venecia, Istria y Dalmacia quedaron en posesión de Austria, incluida la marina veneciana. Las fuerzas e instalaciones navales de Venecia fueron entregadas a Austria y se convirtieron en la base de la formación de la futura marina austriaca.. Venecia también siguió siendo el principal puerto de la marina de guerra durante la primera mitad del siglo XIX; más tarde fue reemplazado por puertos para la marina de guerra en Pola y Cattaro. El Tratado de Campo tuvo como resultado que Austria se convirtiera en la potencia naval más grande, y de hecho la única, en el Adriático.
Esta armada, fundada en 1797, fue llamada la "Armada austro-veneciana" (k.k Veneta Marine). Los equipos y los oficiales eran casi todos venecianos, hablaban en véneto y sus características militares, de tradición náutica, cultural e histórica eran de Venecia.
A fines del siglo XVIII, también se impusieron varias nuevas regulaciones sobre la actividad naval. Estos incluían instruir a los oficiales a abstenerse de gritar excesivamente al dar órdenes de navegación, ordenar a los capitanes de cada barco en la marina que no realicen transacciones comerciales en su propio nombre, y ordenar a los cirujanos limpiar sus barcos varias veces al día para prevenir el brote de cualquier enfermedad. La regulación más notable impuso a los oficiales navales aprender el alemán. En ese momento, la mayoría de los oficiales navales austríacos eran italianos o españoles, y el italiano siguió siendo el idioma principal del cuerpo de oficiales hasta 1848. Sin embargo, este cambio de política reflejaba el deseo de Austria de reordenar su Imperio multiétnico más hacia los estados alemanes del Sacro Imperio Romano.

### Las guerras napoleónicas

El Imperio austríaco tras el Tratado de Schönbrunn, que dejó a Austria sin salida al mar y sin una armada.

El 17 de marzo de 1802, el Archiduque Carlos de Austria, actuando en su papel de "Inspector General de la Armada", ordenó la formación de la Escuela Naval de Cadetes Imperial y Real en Venecia (en alemán:kuk Marine-Kadettenschule). Esta escuela finalmente se mudaría a Trieste en 1848 y cambiaría su nombre a la "Academia Naval Imperial y Real" (en alemán: kuk Marine-Akademie).
Austria nuevamente luchó contra Francia durante la Segunda y Tercera Coaliciones, cuando después de una aplastante derrota en Austerlitz, el Sacro Emperador Romano Francisco II tuvo que aceptar el Tratado de Pressburg, debilitando el Imperio Austríaco y reorganizando Alemania bajo la bota napoleónica en lo que se llamaría la Confederación del Rin. Creyendo que su posición de emperador del Sacro Imperio Romano era insostenible, Francisco abdicó al trono del Sacro Imperio el 6 de agosto de 1806, y declaró que el Sacro Imperio Romano se disolvería en la misma declaración. Este fue un movimiento político para perjudicar la legitimidad de la Confederación del Rin. Dos años antes, como reacción a que Napoleón se hiciera Emperador de los Franceses, Francisco había elevado a Austria al estado de un imperio. Por lo tanto, después de 1806, reinó como Francisco I, emperador de Austria. Este movimiento significó que las fuerzas navales bajo el estandarte del Sacro Imperio Romano se reconstituyeron como parte de la Armada Imperial Austriaca.
Tres años después, Austria volvió a declarar la guerra a Francia, comenzando la Guerra de la Quinta Coalición. Después de la derrota de Austria en la Batalla de Wagram, el Imperio demandó por la paz. El resultante Tratado de Schönbrunn impuso duros términos a Austria. Austria tuvo que entregar el Ducado de Salzburgo al Reino de Baviera y perdió su acceso al Mar Adriático cediendo los territorios del Litoral de Gorizia y Gradisca y la Ciudad Libre Imperial de Trieste, junto con Carniola, la Marca de Istria, Carintia occidental con Tirol oriental, y las tierras croatas al suroeste del río Sava al Imperio Francés. El oeste de Galicia fue cedido al Ducado de Varsovia, y Tarnopol fue entregado al Imperio ruso. Estos términos eliminaron la costa de Austria a lo largo del Adriático, destruyendo así la Armada austríaca, con sus buques de guerra entregados a los franceses para proteger a las recién formadas provincias ilirias. Entre 1809 y 1814, no había costa austríaca y, por lo tanto, no había armada para defenderla.

### Restauración

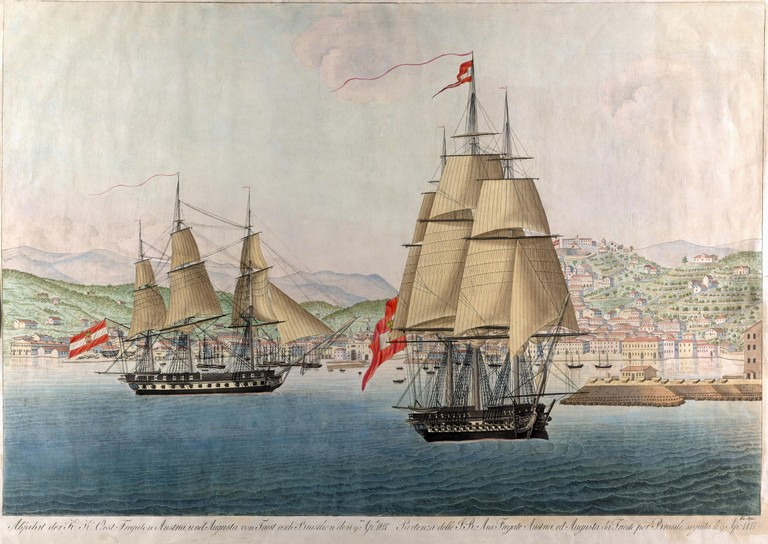
Las fragatas austriacas Augusta y Austria en el puerto de Trieste antes del viaje de María Leopoldina a Brasil.

Tras el Congreso de Viena y el Tratado de París de 1815, se restauró la costa de Austria. Bajo las condiciones del Congreso de Viena, los antiguos Países Bajos austriacos fueron transferidos al recién creado Reino Unido de los Países Bajos, mientras que Austria recibió Lombardía-Venecia como compensación. Estos cambios territoriales dieron a Austria cinco navíos de línea, dos fragatas, una corbeta y varios barcos más pequeños que los franceses habían dejado en Venecia durante las guerras napoleónicas. Las décadas de guerra en las que Austria había participado desde 1789, sin embargo, habían dejado al Imperio al borde de la bancarrota, y la mayoría de estos barcos fueron vendidos o abandonados por razones financieras.

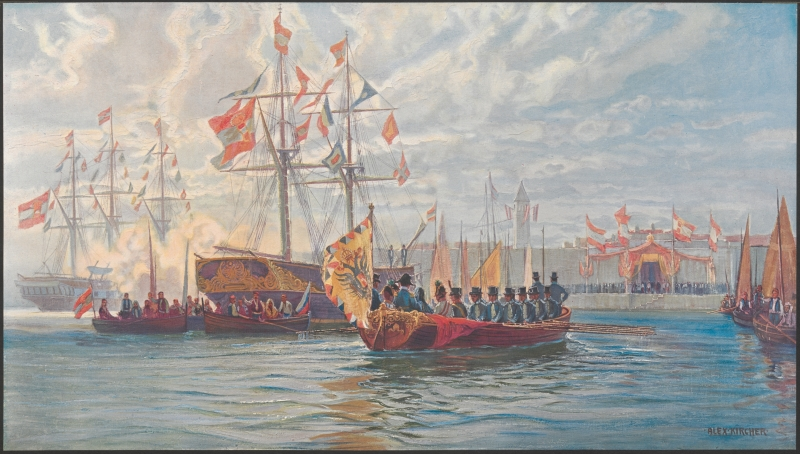
Llegada del emperador Francisco I y la emperatriz Carolina Augusta a Zara el 2 de mayo de 1818 en el curso de su viaje por Dalmacia. Pintura de Alexander Kircher

Sin embargo, a fines de la década, la Armada austriaca comenzó a reconstruirse. El crecimiento de la Armada austríaca en los años posteriores al Congreso de Viena se debió en gran medida a las necesidades políticas, así como a las condiciones económicas. El matrimonio entre la archiduquesa María Leopoldina y el emperador Pedro I de Brasil en 1817 marcó la primera vez que un barco de la Armada austriaca cruzó el océano Atlántico hacia las Américas, con la archiduquesa viajando con las fragatas Augusta y Austria a Río de Janeiro. Tres años después, la fragata Carolina escoltó al embajador de Austria en Brasil a través del Atlántico, antes de navegar hacia China, marcando la primera vez que un barco de la Armada de Austria había viajado al este de Asia. Durante la década de 1820 y principios de 1830, el comercio austríaco a lo largo del Danubio y dentro del Mediterráneo creció rápidamente. En 1830, se fundó la Compañía austriaca de navegación a vapor del Danubio y en 1834, su barco de vapor Marie Dorothee se convirtió en el primero de su clase en viajar por el Mediterráneo en un viaje entre Trieste y Constantinopla. En 1836, se estableció Lloyd Austria (alemán:Österreichischer Lloyd). Mientras que la marina mercante de Austria creció a lo largo de la década de 1820 y 1830, la marina de guerra austríaca creció junto a ella para proporcionar protección en alta mar.
Durante la guerra de Independencia griega, la Armada austriaca se ocupaba rutinariamente contra piratas griegos que intentaban atacar a los barcos austríacos que ayudaban a financiar la rebelión griega contra el dominio otomano. Durante el mismo período de tiempo, los corsarios de Berbería continuaron presa de la navegación de Austria en el Mediterráneo occidental. Estas dos amenazas ampliaron enormemente los recursos de las fuerzas navales de Austria, que aún se estaban reconstruyendo después de las guerras napoleónicas. En 1829, dos corbetas austriacas, un bergantín y una goleta bajo el mando del capitán de corbeta (Korvettenkapitän) Franz Bandiera navegaron la costa atlántica de Marruecos para obtener la liberación de un barco mercante austríaco que había sido capturado por piratas. Mientras que la misión resultó en el regreso de la tripulación del barco, los marroquíes se negaron a devolver el barco, lo que resultó en el bombardeo austriaco de Larache. Esta acción provocó que Marruecos devolviera el barco austríaco capturado, así como que pagara daños a Viena. El bombardeo de Larache resultó en el final de los piratas del norte de África que saqueaban los barcos austríacos en el mar Mediterráneo.

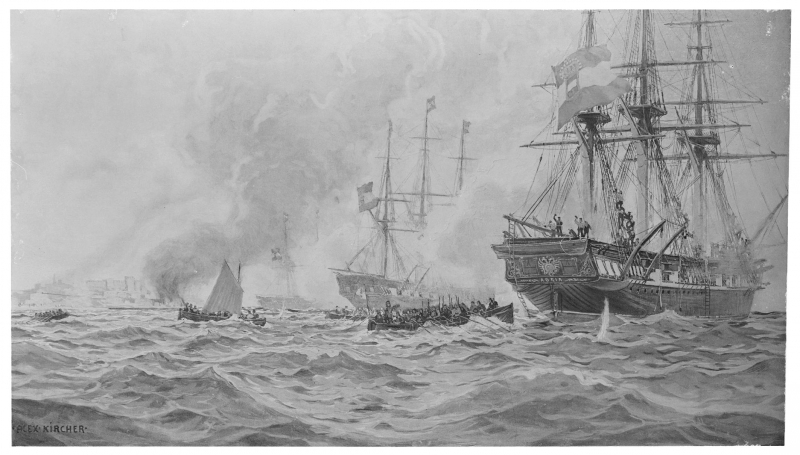
Buques austriacos contra corsarios marroquíes

En la década de 1830, había comenzado un intento de modernizar la Armada. El gobierno austriaco otorgó nuevos fondos para la construcción de buques adicionales y la compra de nuevos equipos. El cambio más notable que se realizó fue la incorporación de barcos de vapor, con el primero de la Marina de Austria, el vapor de paletas Maria Anna de 500-toneladas, siendo construido en Fiume. Las primeras pruebas del Maria Anna tuvieron lugar en 1836. En 1837, el archiduque Federico Leopoldo de Austria se alistó en la marina de guerra. El tercer hijo del archiduque Carlos, un famoso veterano de las guerras napoleónicas, la decisión de Federico de unirse a la Marina aumentó enormemente su prestigio entre la nobleza y el público austriacos. Durante su tiempo en la Marina, Federico introdujo muchas reformas modernizadoras, con el objetivo de hacer que la Armada austríaca sea menos "veneciana" en carácter y más "austriaca".

### Crisis Oriental de 1840

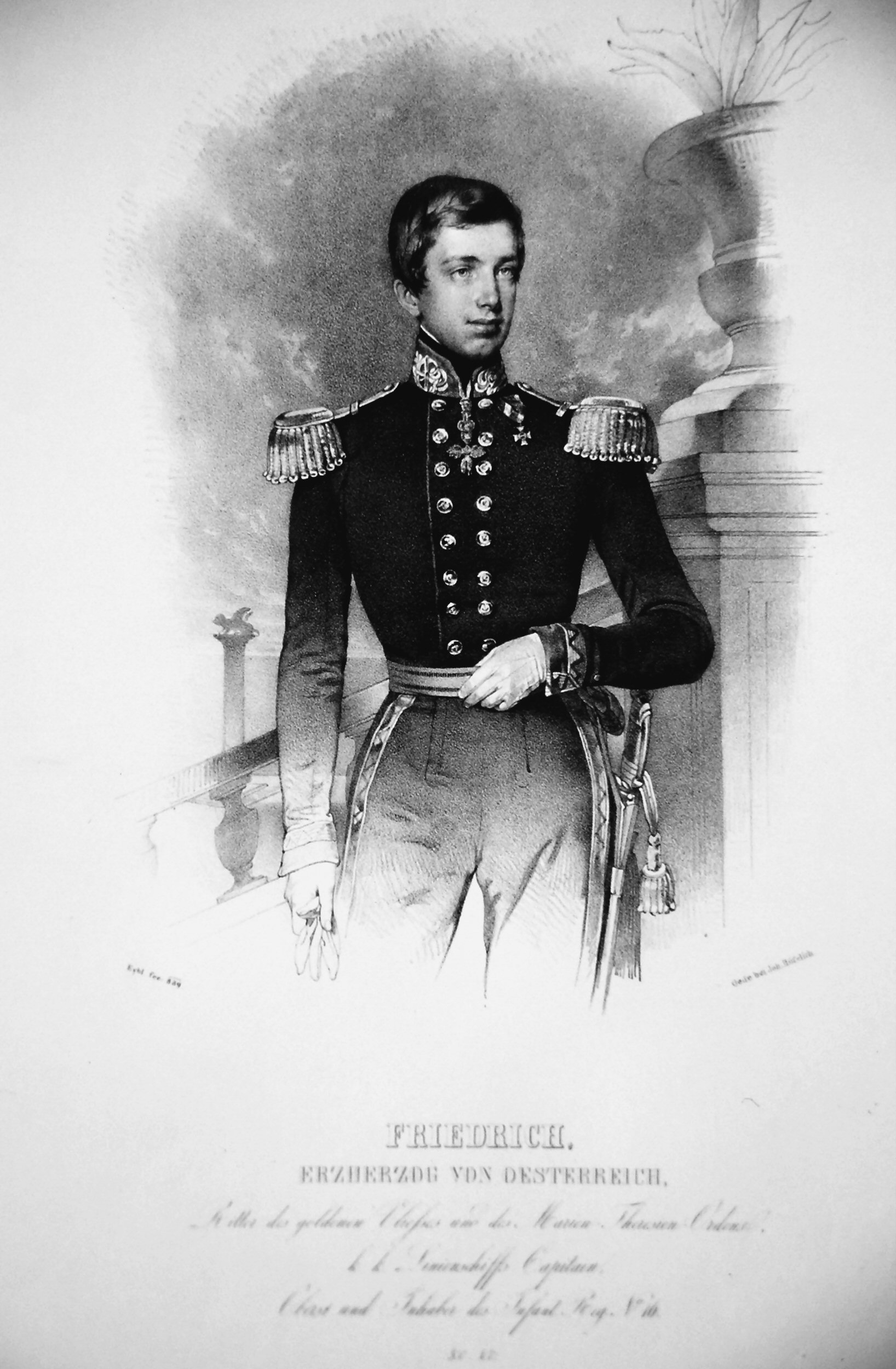
Friedrich Ferdinand Leopold von Österreich.

La primera experiencia militar "real" fue hecha por el archiduque Federico Fernando Leopoldo de Austria y las tripulaciones de los buques de guerra de Austria junto a los buques de guerra británicos en 1840 en la costa de Siria, donde formaron parte de la cuádruple alianza que ayudó a los otomanos a hacer retroceder al virrey de Egipto durante la crisis oriental de 1840. A través de la Convención de Londres, el Reino Unido, Austria, Prusia y Rusia intervinieron para salvar al Imperio Otomano. La Convención le ofreció a Mehmet Ali el dominio hereditario de Egipto mientras nominalmente permanecía como parte del Imperio Otomano si se retiraba de la mayor parte de Siria. Sin embargo, Mehmet Ali dudó en aceptar la oferta y en septiembre de 1840 las potencias europeas se movilizaron para atacar a sus fuerzas.
Las armadas británicas y austríacas bloquearon posteriormente el delta del Nilo y bombardearon Beirut el 11 de septiembre de 1840. El 26 de septiembre, Federico, al mando de la fragata austríaca Guerriera, bombardeó el puerto de Sidón con el apoyo británico. Los austriacos y los británicos desembarcaron en la ciudad y tomaron por asalto sus fortificaciones costeras, capturándola el 28 de septiembre. Después de capturar Sidón, el escuadrón naval de Austria navegó hacia Acre, bombardeó la ciudad en noviembre, destruyendo sus fortificaciones costeras y silenciando las armas de la ciudad. Durante la toma de la ciudad, Federico dirigió personalmente el grupo de desembarco austro-británico e izó las banderas otomana, británica y austriaca sobre la ciudadela de Acre después de su captura (3 de noviembre de 1840). Mehmet Ali convino aceptar los pactos de la Convención el 27 de noviembre de 1840.
En 1844 el archiduque Federico fue promovido al rango de vicealmirante y tomó el cargo de Comandante en Jefe de la armada imperial a la edad de veintitrés años. Como Comandante en Jefe, introdujo grandes modernizaciones y reformas, haciendo la armada menos veneciana y más austriaca, porque la percepción general era que la armada estaba compuesta por tripulación y barcos venecianos navegando bajo bandera austríaca. Federico fue muy consciente de que la marina austríaca, dentro de las fuerzas armadas imperiales constituyó un sistema secundario, sin embargo, tuvo un entusiasta interés en la flota, y con él, la fuerza naval austriaca tuvo su primer apoyo directo obtenido de un archiduque. Pero su periodo como jefe de la armada sería corto ya que murió en 1847.

### Revoluciones de 1848

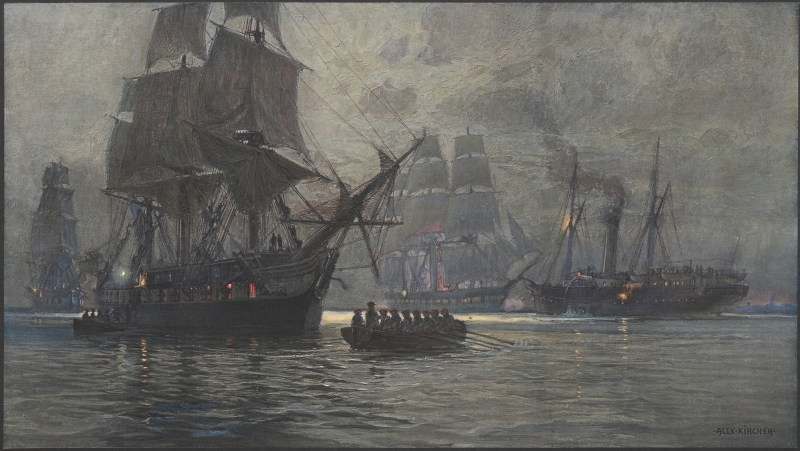
Bloqueo de Venecia, representa el bloqueo de la armada austríaca contra la República de San Marco. Pintura de Alexander Kircher.

En 1848, en el curso de la revolución en Austria y Hungría, además de las provincias italianas, Venecia también quiso separarse de Austria y unirse al Risorgimento italiano. A este levantamiento también se unieron soldados y marineros austríacos de ascendencia veneciana, por lo que la marina de guerra k.k Veneta Marine, perdió una gran parte de sus barcos en Venecia, teniendo éxito en un principio el movimiento independentista.
La revolución en Viena provocó disturbios anti-Habsburgo en Milán y Venecia. El mariscal de campo Joseph Radetzky no pudo derrotar a los insurgentes venecianos y milaneses en Lombardía-Venecia, y tuvo que ordenar a sus fuerzas que evacuaran el oeste de Italia, llevando sus fuerzas a una cadena de fortalezas defensivas entre Milán y Venecia conocida como el Cuadrilátero. Con la propia Viena en medio de un levantamiento contra la monarquía de los Habsburgo, el Imperio austriaco pareció al borde del colapso. El 23 de marzo de 1848, apenas un día después de que Radetzky se viera obligado a retirarse de Milán, el Reino de Cerdeña declaró la guerra al Imperio austriaco, lo que desató la primera guerra de Independencia italiana.

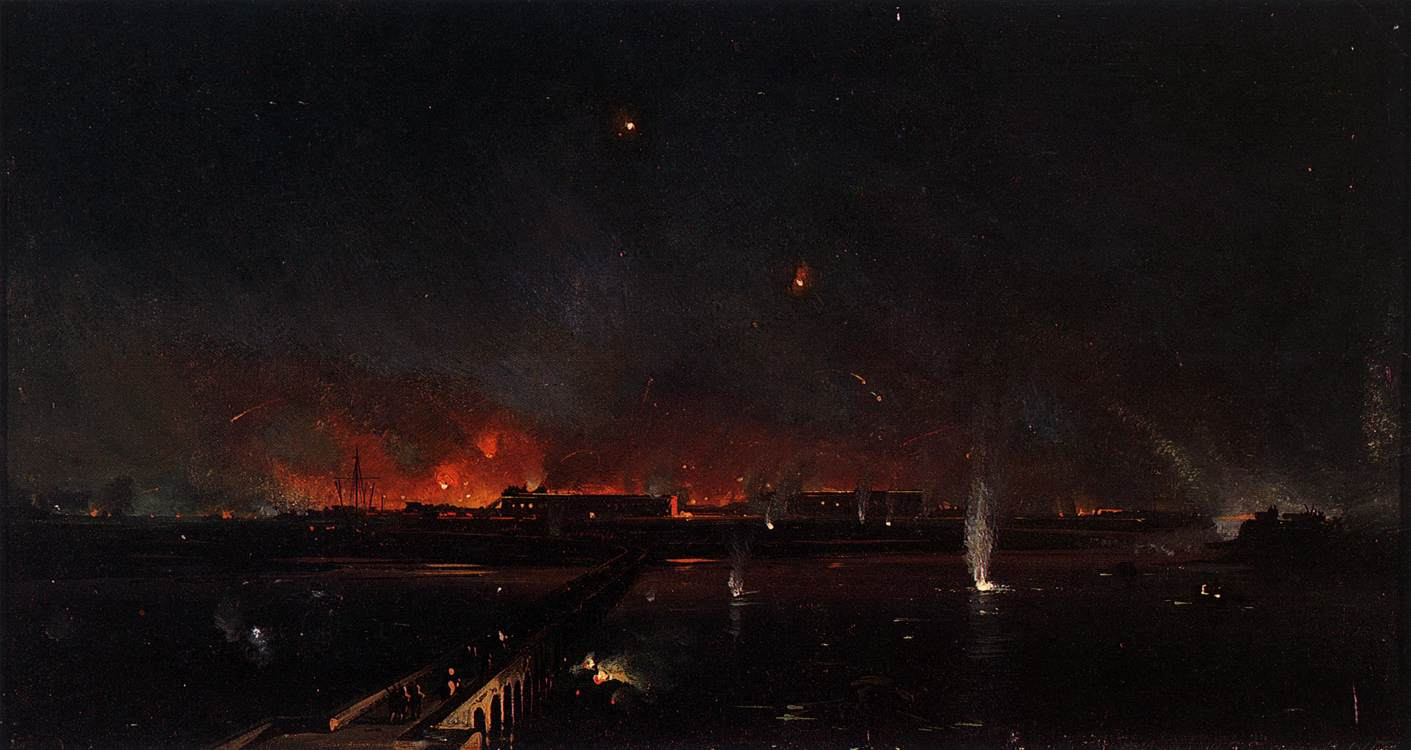
Bombardeo de Venecia.

Venecia era en ese momento uno de los puertos más grandes e importantes de Austria, y la revolución que comenzó allí casi condujo a la desintegración de la Armada austriaca. El comandante austriaco del arsenal naval de Venecia fue golpeado hasta la muerte por sus propios hombres, mientras que el jefe de la Guardia de Marina de la ciudad no pudo proporcionar ninguna ayuda para reprimir el levantamiento ya que la mayoría de los hombres bajo su mando desertaron. El Vicealmirante Anton von Martini, Comandante en Jefe de la Armada, intentó poner fin a la rebelión pero fue traicionado por sus oficiales, la mayoría de los cuales eran venecianos, y fue posteriormente capturado y mantenido prisionero. A fines de marzo, las tropas austriacas en Venecia fueron expulsadas de la ciudad y la Armada austriaca parecía colapsar debido a que muchos de los marineros y oficiales austríacos eran de ascendencia italiana. Temiendo motines, los oficiales austriacos finalmente liberaron a estos marineros italianos de su deber y les permitieron regresar a casa. Si bien esta acción dejó a la Armada socavada drásticamente, impidió cualquier desintegración a gran escala dentro de la Armada, cosa que el ejército austríaco había sufrido repetidamente en Italia. La pérdida de tantos tripulantes y oficiales italianos significaba que los barcos restantes que no cayeron en manos de los rebeldes en Venecia carecían de mucha tripulación. De aproximadamente 5000 hombres que eran miembros de la Armada austríaca antes de la revolución, solo 72 oficiales y 665 marineros se quedaron. Otra complicación adicional para la Armada austriaca fue la pérdida de los astilleros navales de Venecia, almacenes, su arsenal, así como tres corbetas y varios buques más pequeños en manos de los rebeldes venecianos. La pérdida del Vicealmirante Martini también fue un golpe para los austríacos, ya que la Armada había pasado por no menos de cuatro Comandantes en Jefe dentro de los tres meses de la muerte del Archiduque Federico a fines de 1847. La captura de Martini dejó la Marina sin un comandante por quinta vez en tantos meses.

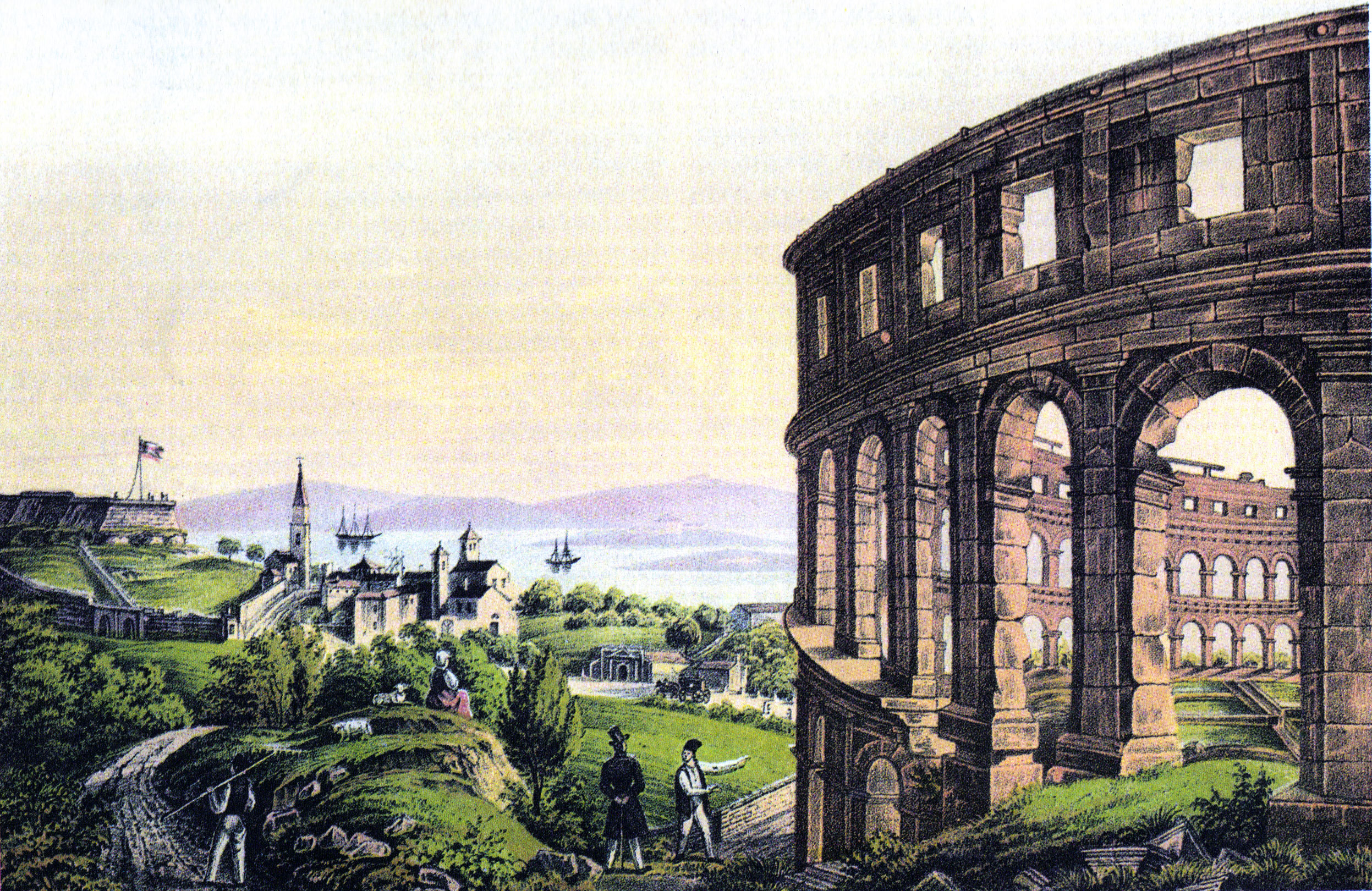
Pola alrededor de 1840.

A raíz de la pérdida de Venecia, la Armada austriaca se reorganizó bajo el mando temporal del general conde Franz Gyulai. Debido a la ubicación cercana de Trieste a las partes de Italia que se rebelaban contra el dominio austriaco en ese momento, Gyulai también eligió el pequeño puerto de Pola como la nueva base de la Armada austriaca. Esto marcó la primera vez en que la ciudad se utiliza como una base naval austriaca, y desde 1848 en adelante la ciudad continuaría sirviendo de base para buques de guerra austriacos hasta el final de la Primera Guerra Mundial.
Después de la victoria de Radetzky sobre los italianos en Novara en 1849 y la paz posterior, la flota sarda se retiró del Adriático y permitió así a la armada austríaca participar en el bloqueo de Venecia con el fin de reconquistarla.
Las Revoluciones de 1848 marcaron un punto de inflexión en la historia de la Armada austriaca. Hasta ese momento, la Marina había estado dominada por el idioma, las costumbres y las tradiciones italianas. Antes de la revolución, la Armada austríaca estaba formada principalmente por tripulantes italianos, el idioma italiano era el idioma principal, e incluso los nombres de los barcos en italiano se usaban sobre los alemanes, como Lipsia en lugar de Leipzig. De hecho, en los años anteriores a 1848, la Marina se consideraba en gran parte como un "asunto local de Venecia". En los años posteriores a 1848, la mayoría del cuerpo de oficiales de la Armada procedía de las partes de habla alemana del Imperio, mientras que la mayoría de los marineros provenían de Istria y la costa dálmata, lo que llevó a croatas, alemanes e incluso a húngaros a estar representados entre las filas de la Armada austríaca.

### Modernización de la marina

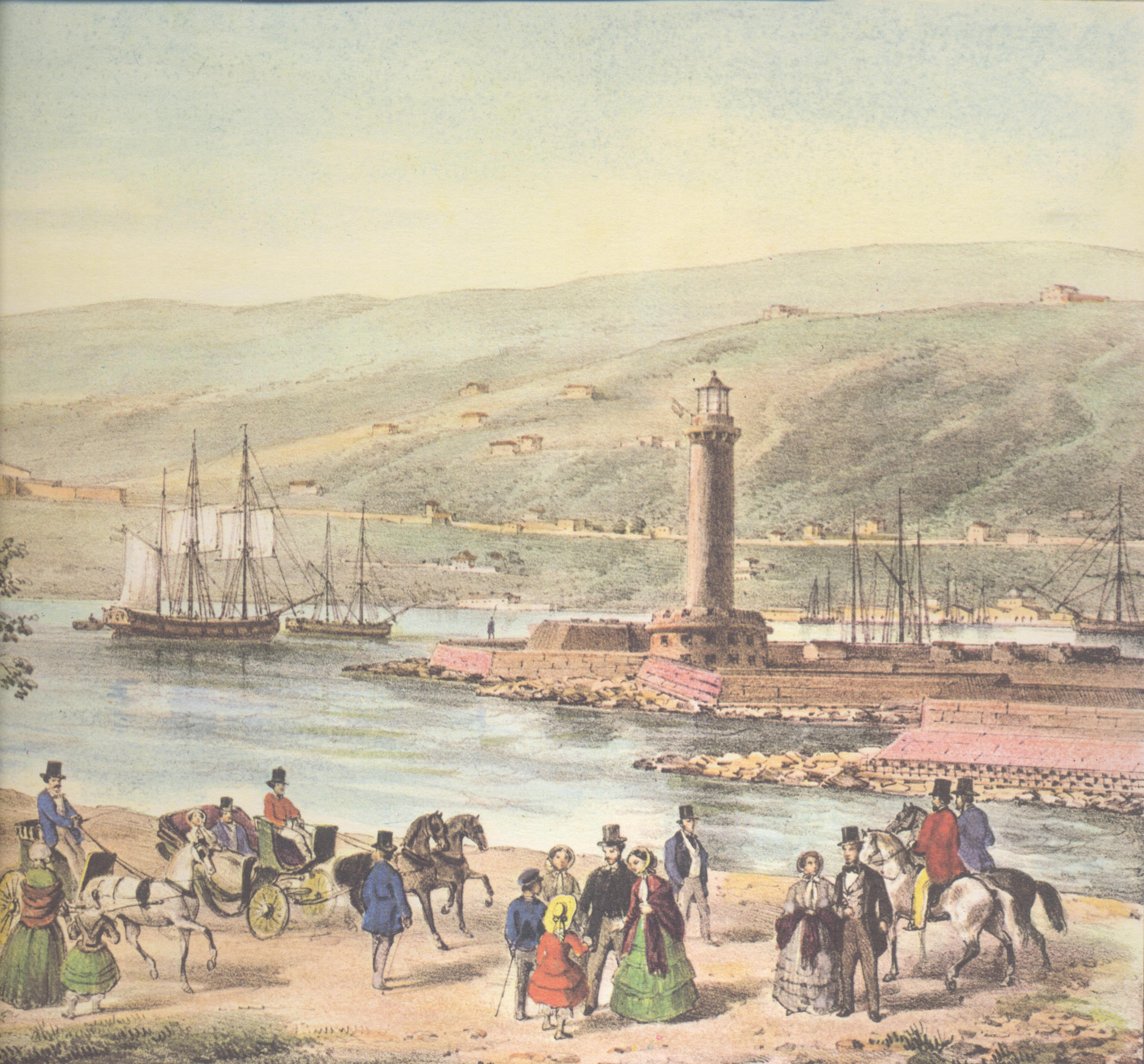
Puerto de Trieste 1854

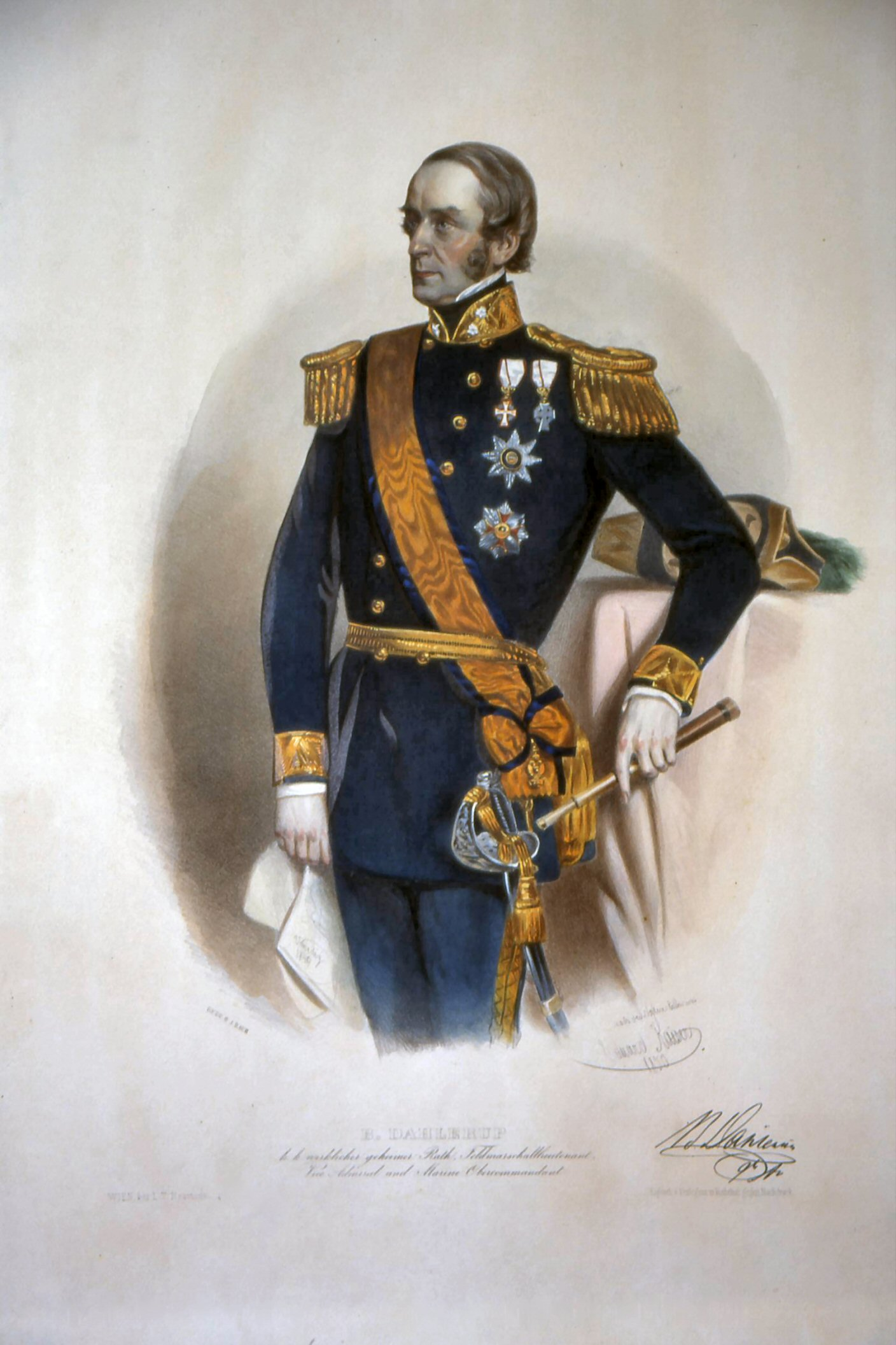
Hans Birch Dahlerup

Para reconstruir la armada austriaca, se buscó un comandante en jefe adecuado. Lo encontraron en la persona del comodoro danés de 1.ª clase Hans Birch Dahlerup. Fue recibido personalmente en febrero de 1849 en Olomouc por el joven emperador Francisco José I, nombrado comandante naval y al mismo tiempo vicealmirante y teniente mariscal de campo. En el Adriático, se enfrentó a la difícil tarea de formar una nueva potencia naval de los restos de la flota austriaca, que no había sido transferida a los insurgentes italianos. A través de su comportamiento particular y conocimiento superior, pronto se ganó el respeto y comenzó con los trabajos. Los esfuerzos se concentraron cada vez más en formar marineros austriacos, las órdenes se daban cada vez más en alemán, en vez de veneciano, y los nombres italianos de los barcos se tradujeron al alemán. La construcción de nuevos barcos había comenzado. Después de la reconquista de Venecia, la sede del comando naval permaneció por el momento en Trieste. Voces pedían que se cambiara a Pola, pero Dahlerup se negó. Sin embargo, el 20 de noviembre de 1850 llegó la orden de construir un arsenal naval en Pola. Para fines de entrenamiento, los barcos de la Armada navegaron entre los puertos del Adriático austríaco y aseguraron las aguas griegas y turcas contra los piratas. En 1850, el alemán se introdujo como un lenguaje de servicio general.
El éxito de su trabajo, sin embargo, pronto atrajo la envidia y varias intrigas contra su persona, tanto que en 1851 se decidió a tomar licencia de la marina austríaca y regresar a Dinamarca. Como un regalo de despedida, el Emperador le otorgó el noble título de Barón. Tras la renuncia de Hans Birch Dahlerup en agosto de 1851, el mariscal de campo, conde Franz von Wimpffen, fue nombrado su sucesor como Oberkommandant der Marine ("Alto Comandante de la Marina" o Comandante en Jefe Provisional de la Armada Imperial y Real). Durante su mandato, el desarrollo de la base naval de Pola se aceleró y la escuela naval de Fiume (ahora Rijeka, Croacia) se convirtió en la Academia Naval de Austria.

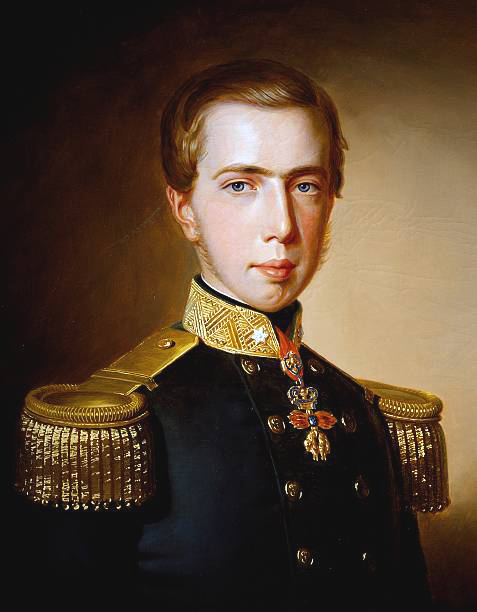
Fernando Maximiliano alrededor de 1850

El 10 de septiembre de 1854 el archiduque Fernando Maximiliano fue nombrado por el emperador Francisco José I, su hermano, como el nuevo comandante en jefe de la Armada austriaca.

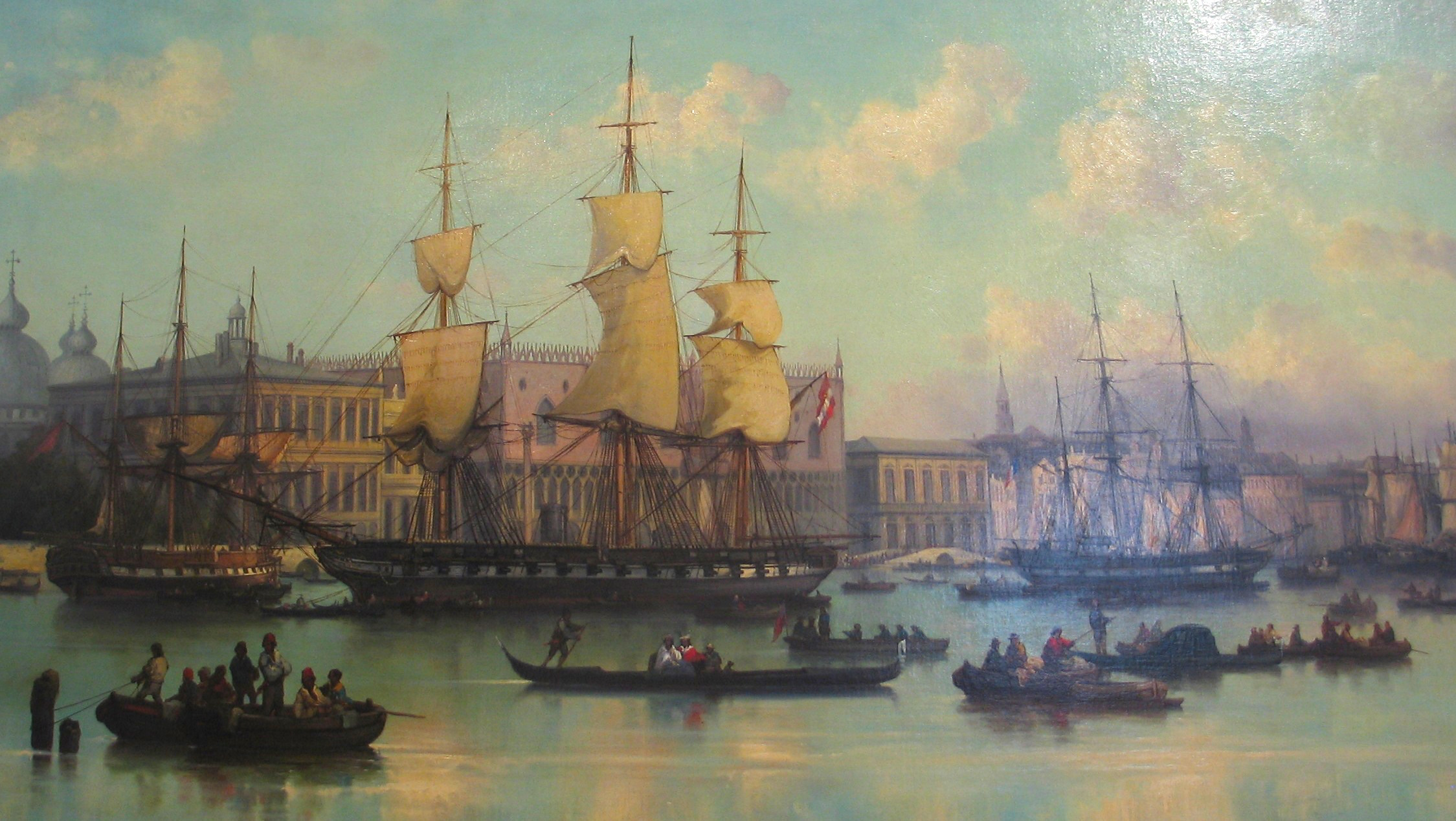
Fragata SMS Novara en Venecia después de 1862

En 1859 volvió la guerra en Italia, la guerra contra Cerdeña. Esta vio al archiduque Fernando Maximiliano en el doble papel de Comandante en Jefe de la Marina y como Gobernador General del Reino Lombardo-Veneto. El hecho de que la flota aún no había alcanzado la fuerza necesaria, no les permitía utilizarla ofensivamente. Era más bien para evitar posibles ataques enemigos. En la paz de Zúrich, que concluyó el 10 de noviembre de 1859, se mantuvo el acceso al Adriático y, por lo tanto, la armada.
El año 1860 trajo la incorporación de los cuerpos de Flotillas a la armada: la de la laguna veneciana —del Lago Garda— y la flotilla del Danubio, ya no estarían bajo el control del ejército.

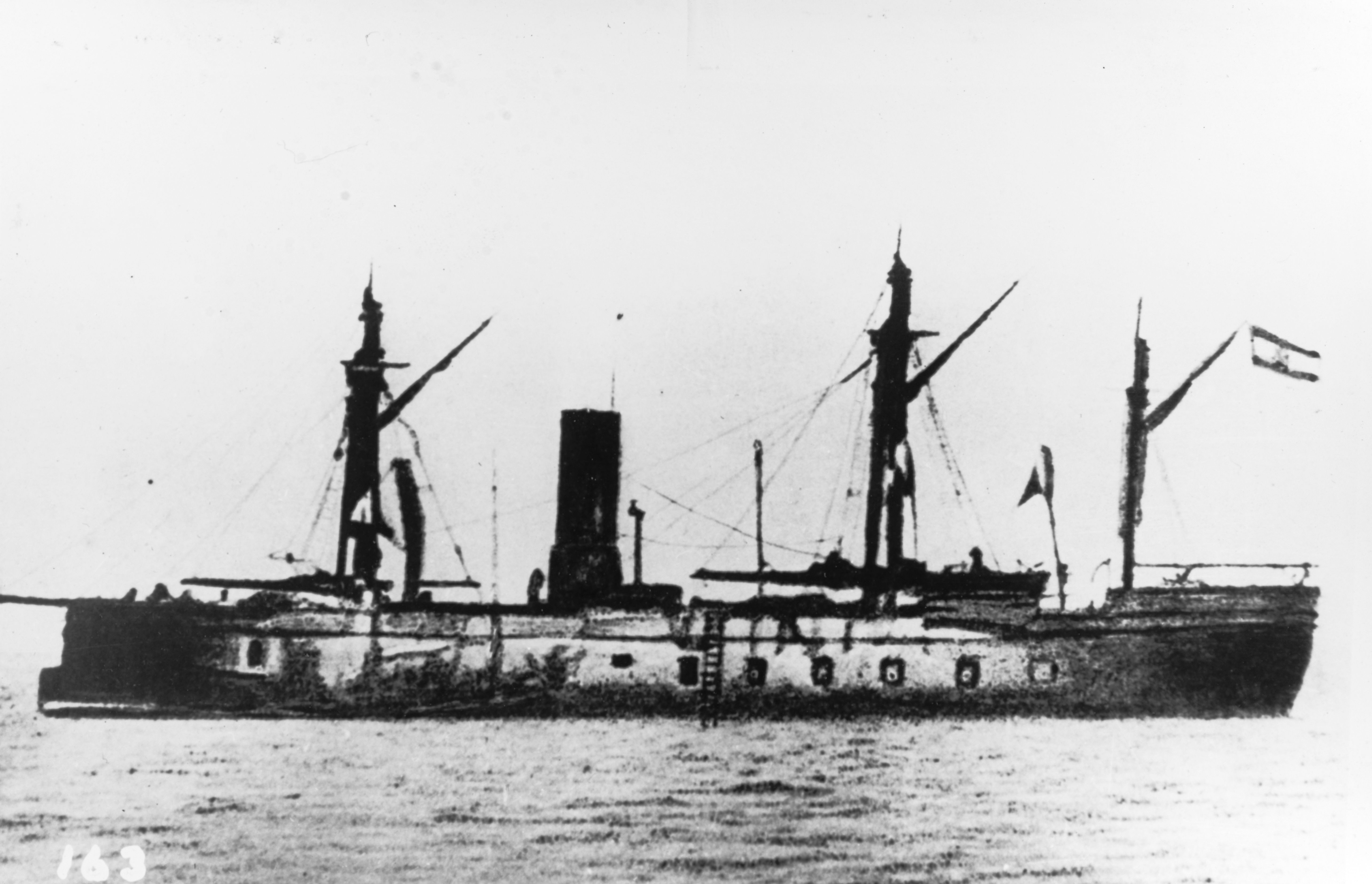
SMS Salamander, buque de la clase Drache

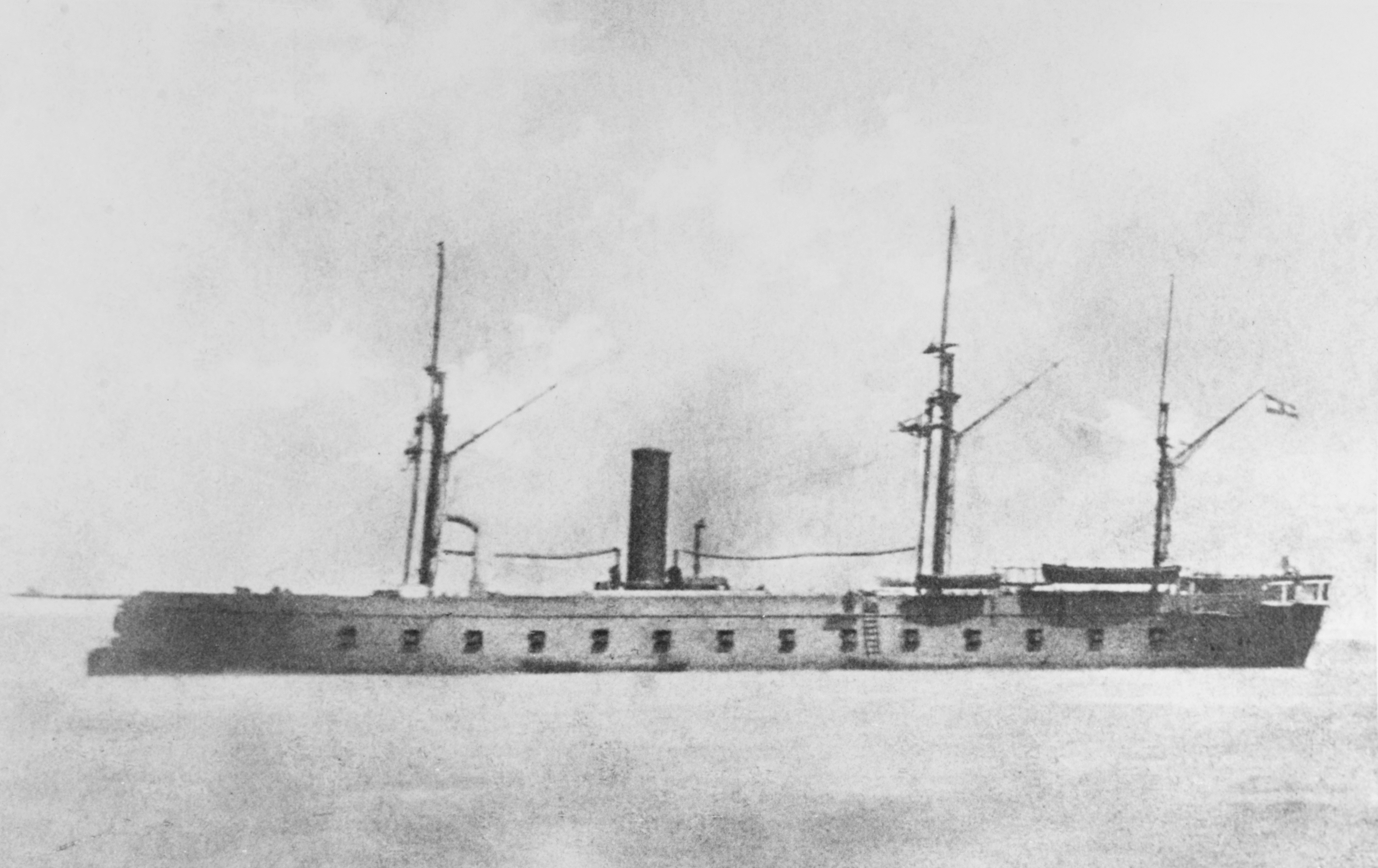
SMS Kaiser Max, buque de la clase Kaiser Max

El lanzamiento del buque francés La Gloire, el primer buque de guerra acorazado del mundo, comenzó una carrera armamentista naval entre las principales potencias europeas. La Armada austriaca comenzó un importante programa de construcción de buques acorazados bajo la dirección del Archiduque. Este programa fue en respuesta a una expansión naval similar en el mar Adriático del recientemente unificado Reino de Italia. Los ironclads Drache y Salamander (ambos clase Drache) fueron ordenados en respuesta a los 2 buques clase formidabile que Italia había comprado a Francia en 1860. El trabajo de diseño fue realizado por el director de Construcción Naval de Austria, Josef von Romako, quien luego diseñó todos los acorazados austríacos hasta el SMS Tegetthoff (1878) a finales de la década de 1870. Los barcos fueron calificados como fragatas blindadas de tercera clase. Los clase Drache fueron los primeros buques acorazados construidos para el imperio austriaco.
Tres acorazados más fueron ordenados en 1861; Romako también preparó el diseño para estos barcos, que se basó en la clase Drache. Los nuevos barcos adoptaron mejoras incrementales sobre sus predecesores, con motores más potentes (y, por lo tanto, una mayor velocidad máxima) y los nuevos barcos también llevaban más armas. La clase Kaiser Max fueron una versión mejorada de la clase Drache anterior. La clase consistía en el Kaiser Max, el barco principal, el Prinz Eugen y el Juan d’Austria.
El último grupo de la primera generación de buques acorazados austriacos, era la clase Erzherzog Ferdinand Max, fue una mejora significativa con respecto a los primeros cinco buques, siendo mucho más grandes. Su mayor tamaño debería haberles permitido llevar treinta y dos cañones de 48 libras, un aumento significativo en el poder de las armas sobre la clase Kaiser Max, pero la necesidad de completar los barcos rápidamente cuando las tensiones con Italia llegaron a un punto crítico en junio de 1866 obligó a astilleros para completarlos con solo la mitad de esa cantidad de armas. La clase fue nombrada así en honor al comandante de la armada. Esta clase consistió en los buques Erzherzog Ferdinand Max y Habsburg.
En 1864 el archiduque Fernando Maximiliano aceptó la llamada de México para ser nombrado emperador. Su sucesor fue el vicealmirante Ludwig von Fautz como jefe de la sección de marina (Marinesektion) entre 1865-1868. El archiduque Leopold von Österreich fue desde 1865 hasta el 25 de febrero de 1868 inspector de las tropas navales y de la flota, aunque en realidad era oficial del Ejército.

### Expedición de la fragata Novara
El archiduque Fernando Maximiliano inició una expedición científica a gran escala (1857-1859) durante la cual la fragata SMS Novara se convirtió en el primer buque de guerra austríaco en circunnavegar el globo. El viaje duró dos años y tres meses y se realizó bajo el mando del comodoro Bernhard von Wüllerstorf-Urbair, con 345 oficiales y tripulación, y siete científicos a bordo. La expedición fue planeada por la Academia Imperial de Ciencias en Viena y tuvo como objetivo adquirir nuevos conocimientos en las disciplinas de astronomía, botánica, zoología, geología, oceanografía e hidrografía.

### Guerra de los ducados

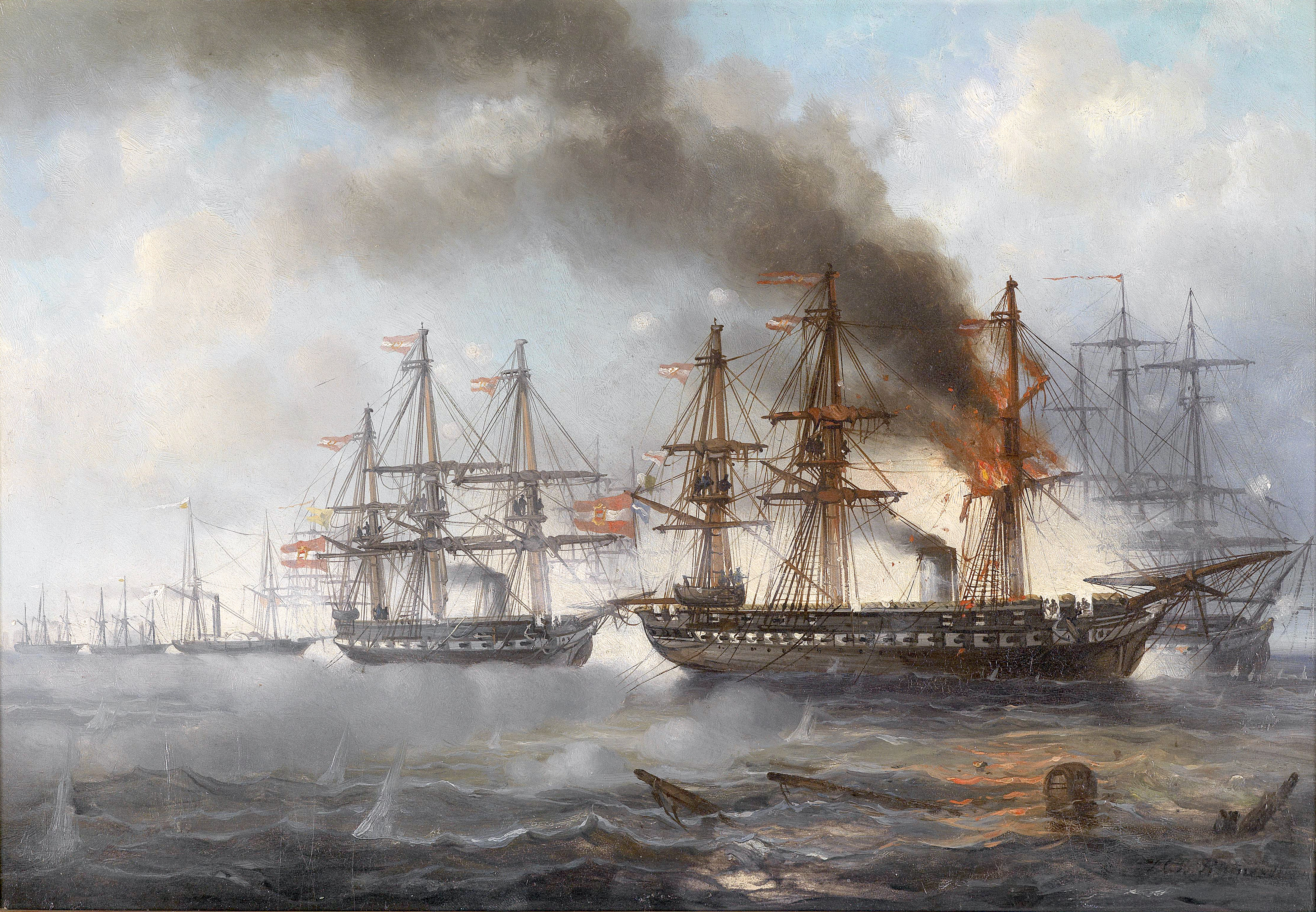
Batalla de Helgoland

En 1864, Austria y Prusia unieron fuerzas contra Dinamarca en la guerra por Schleswig-Holstein. Al principio, al capitán de navío Wilhelm von Tegetthoff se le ordenó capturar buques mercantes daneses en el Mediterráneo y hacer imposible que los buques de guerra daneses se quedaran en este mar, pero más tarde recibió la orden de ir con buques de guerra austríacos hacia el mar del Norte. Su misión sigue siendo la misma: capturar naves mercantes danesas, expulsar o destruir naves de guerra danesas y proteger el comercio alemán por todos los medios.
El 9 de mayo de 1864, tuvo lugar la primera batalla naval entre las flotas danesa y austro-prusiana, esta fue la batalla de Heligoland. Los barcos austríacos finalmente regresaron fuertemente dañados a Cuxhaven, pero también la flota danesa se retiró a sus aguas territoriales. No hubo un ganador claro. La acción fue una victoria táctica para las fuerzas danesas. También fue la última acción naval importante peleada por escuadrones de barcos de madera y la última acción naval significativa que involucró a Dinamarca.

### Guerra contra Prusia e Italia
A pesar de la victoria austro-prusiana contra Dinamarca, las tensiones sobre el dominio en Alemania permanecieron. En 1866, Prusia se alió con Italia, y el premio para la ayuda italiana contra Austria fue Venecia.

#### Batalla de Lissa (1866)

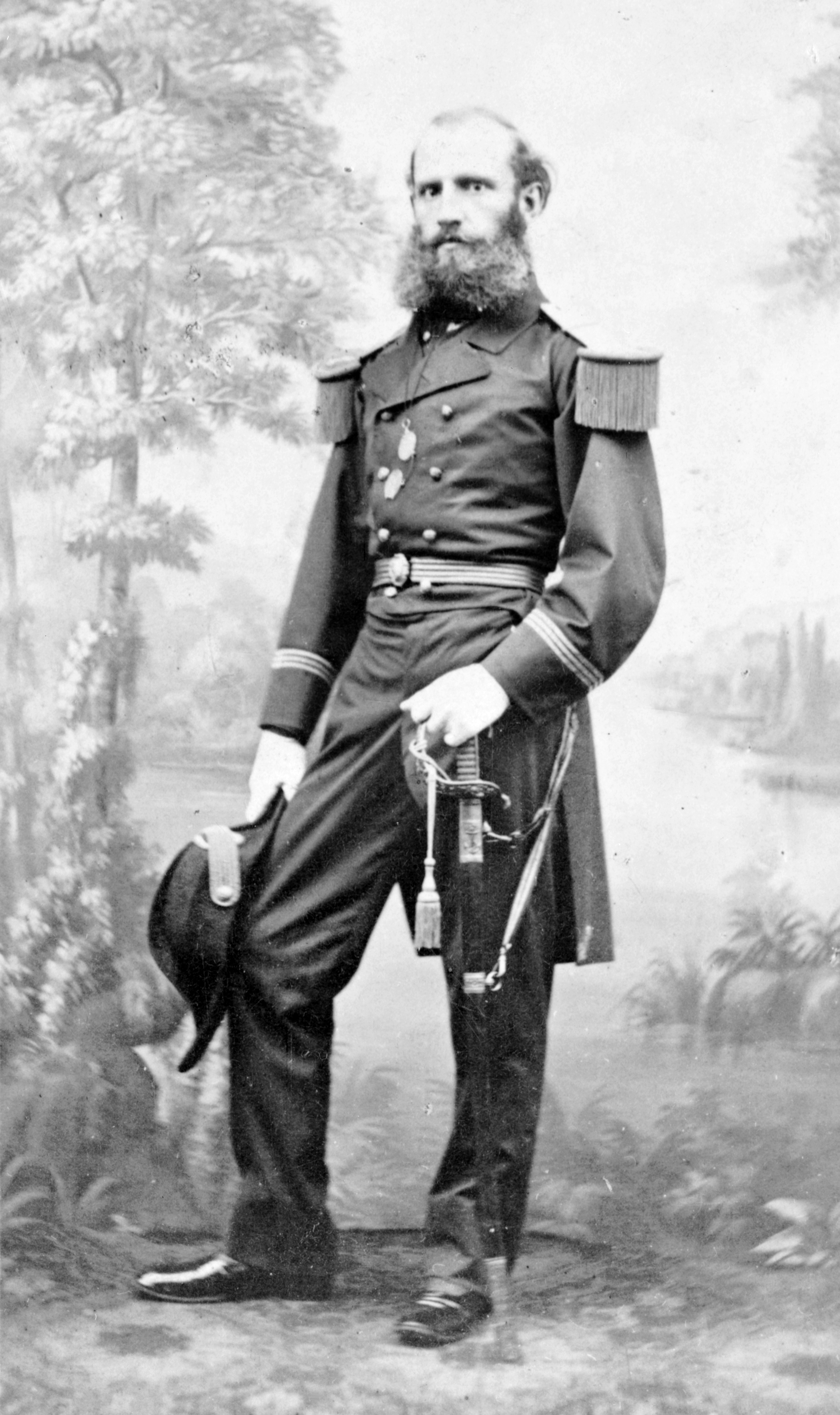
Wilhelm von Tegetthoff

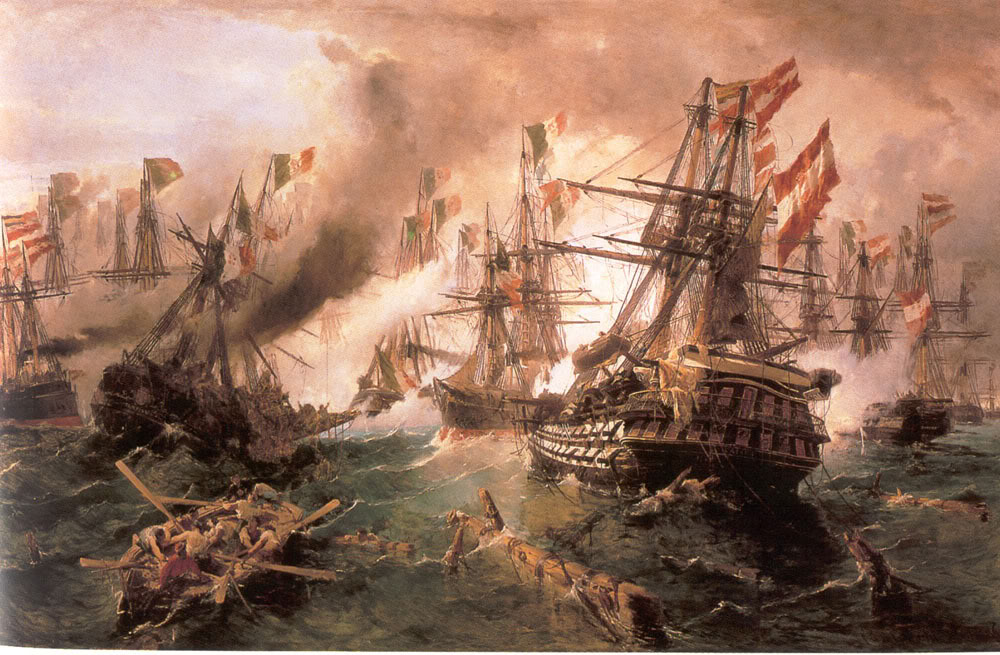
Batalla de Lissa.

El 20 de julio de 1866, cerca de la isla de Vis (Lissa) en el Adriático, la flota austriaca, bajo el mando del Contraalmirante Wilhelm von Tegetthoff, se hizo famosa en la época moderna en la batalla de Lissa durante la tercera guerra italiana de independencia. La batalla enfrentó a las fuerzas navales austriacas contra las fuerzas navales del recién creado Reino de Italia. Fue una victoria decisiva para los austriacos en inferioridad numérica sobre una fuerza italiana superior, y fue la primera gran batalla marítima europea en la que participaron barcos que usaban hierro y vapor, y una de las últimas en involucrar grandes acorazados de madera y embestidas deliberadas.
En la batalla de dos horas, Italia perdió tres acorazados, Austria ni un solo barco. El conde Carlo di Persano lideró la flota italiana, mientras que la austriaca estaba al mando del contraalmirante Wilhelm von Tegetthoff. Tegetthoff volvió a su base de Trieste como un héroe tras obtener un triunfo en inferioridad numérica, fue ascendido a vicealmirante y es considerado como uno de los mayores comandantes navales de la historia austriaca.
El enfrentamiento no tuvo grandes consecuencias en la guerra, ya que la victoria austriaca se vio ensombrecida por la gran victoria prusiana en Königgrätz. Austria, derrotada por Prusia, aceptó ceder Venecia a Francia, que a su vez la cedió a Italia pese a las derrotas de este país. Sin embargo, los esfuerzos de Tegetthoff fueron importantes para impedir que los italianos tomasen posesión de las islas de Dalmacia.

#### Operaciones navales en el lago de Garda

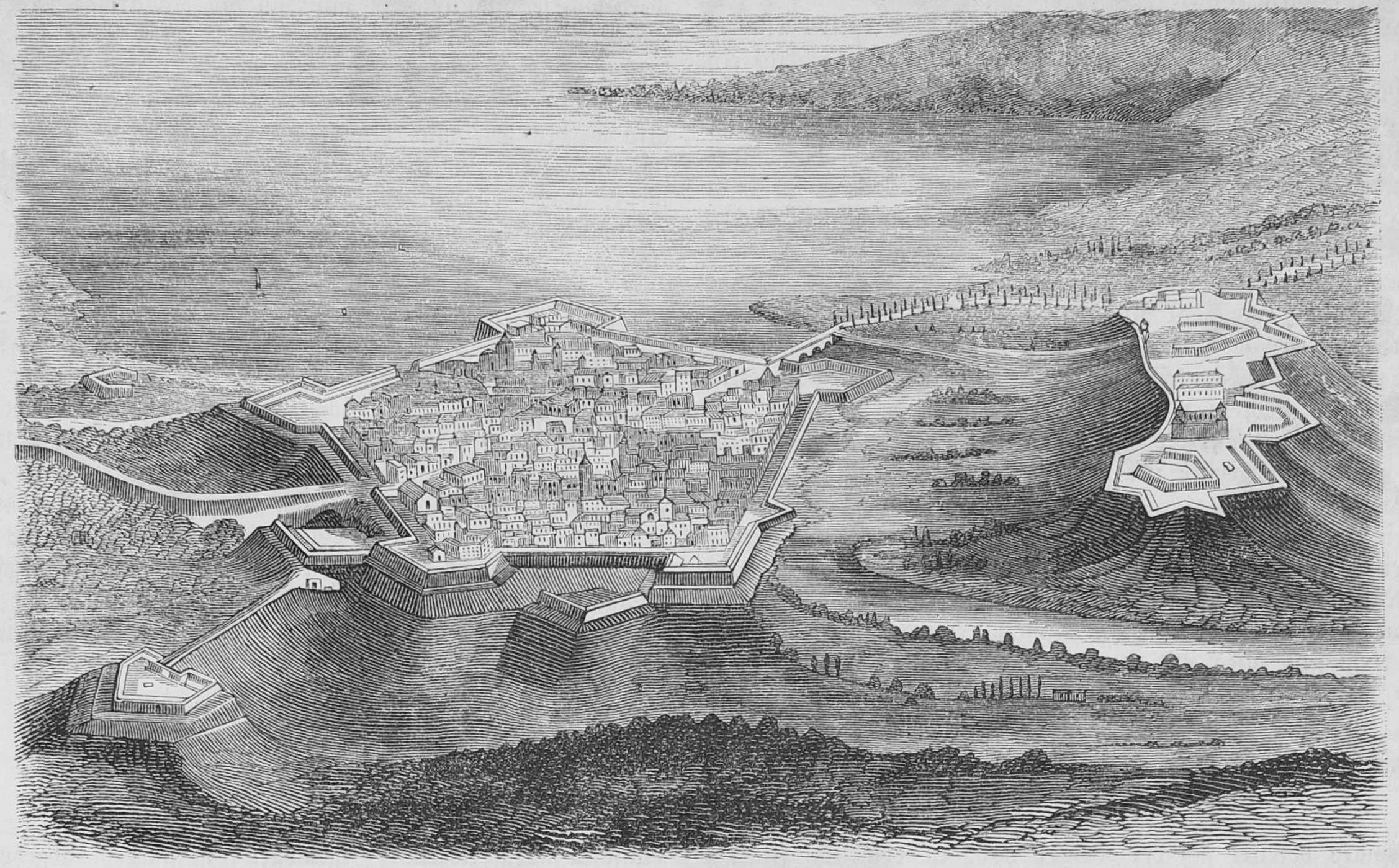
La fortaleza austriaca de Peschiera del Garda.

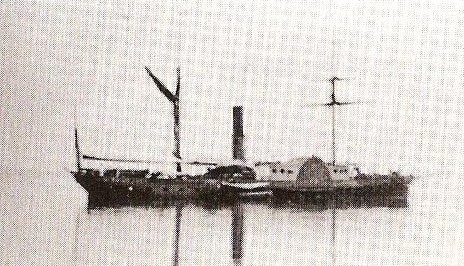
SMS Hess

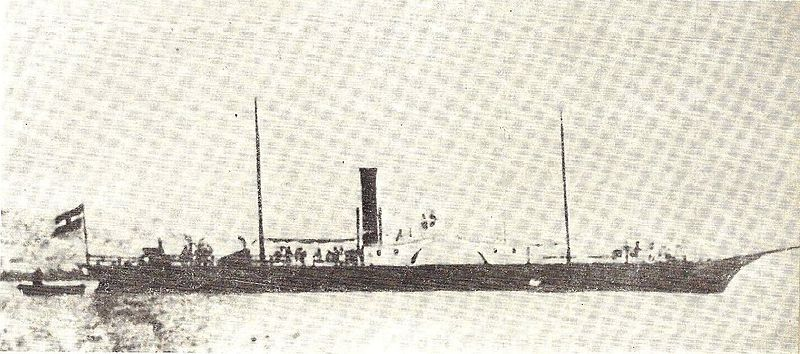
SMS Franz Joseph.

Las operaciones navales en el Lago de Garda en 1866 durante la tercera guerra de Independencia italiana consistieron en una serie de enfrentamientos entre flotillas del Reino de Italia y el Imperio austríaco entre el 25 de junio y el 25 de julio de ese año, mientras intentaban asegurar el dominio del lago.
Al comienzo de la guerra, la frontera entre Austria e Italia se extendía por el centro del lago. Durante los años anteriores a la guerra de 1866, Austria había construido una poderosa flotilla de cañoneras de vapor en el Lago de Garda. Con su cuartel general en Torri del Benaco en la orilla oriental del lago, apoyado por las bases fortificadas de Peschiera y Riva del Garda, la flotilla incluía 22 embarcaciones: 6 modernas cañoneras de hélice - Wildfang, Raufbold, Wespe, Uskoke, Scharfschütze y Speiteufeland, 2 buques de vapor de rueda de paletas, el Hess y el Franz Joseph, una docena de lanchas, un par de barcazas armadas en Peschiera para usar como baterías flotantes, media docena de veleros desarmados para fines de exploración y la 3.ª Compañía de Infantería de Marina estacionada en Peschiera, que proporciona un armamento total de 62 cañones y 10 morteros. La flota fue comandada por el capitán de corbeta Moritz Manfroni von Manfort.

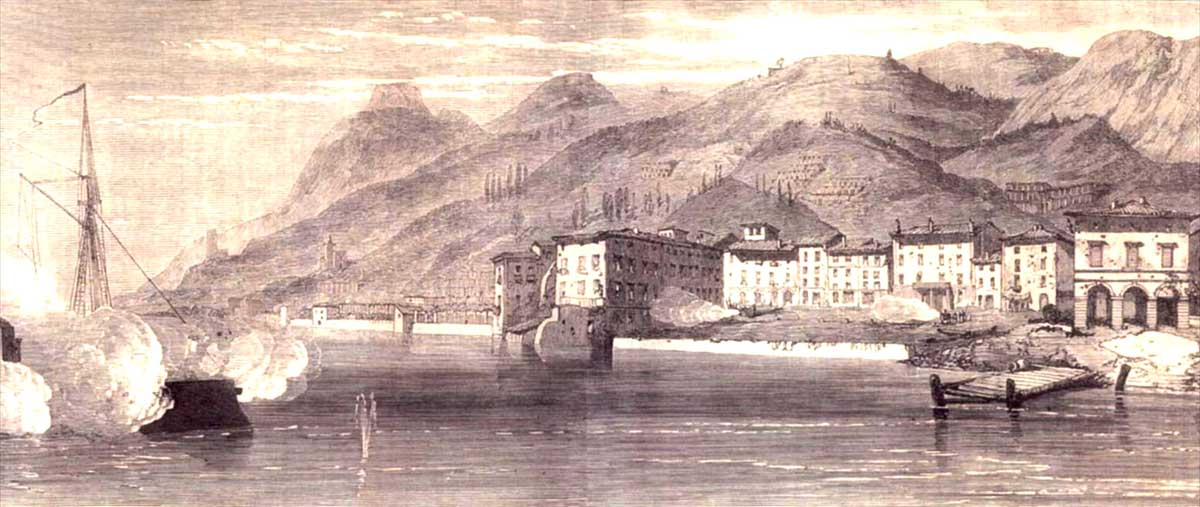
Gargnano siendo bombardeado por la armada austríaca, 1866.

Esta se enfrentaría a la flotilla italiana, que consistió en dos cañoneras a vapor de madera lanzadas por Ansaldo, la Solferino y la San Martino, una tercera cañonera de vapor, la Torrione, donada por Napoleón III en 1859 (estaban también las cañoneras Frassineto, Castenedolo y Pozzolengo, que al inicio del conflicto, sin embargo, no estaban en condiciones de eficiencia), y el vapor de ruedas Verbano (anteriormente austriaco), más tarde renombrado Benaco. También incluía una compañía de infantería ligera, los "Cacciatori di Garda", y una vez que estalló la guerra se unieron más fuerzas de tierra, incluyendo el 1.er Batallón del 10.º Regimiento de Voluntarios del cuerpo de Garibaldi y un destacamento de siete cañones pesados. La flotilla italiana estaba comandada por el teniente coronel Augusto Elia.
La flota cumplió con su objetivo de obstaculizar cualquier iniciativa del Cuerpo de Voluntarios italianos en la costa Veronese e impedir el suministro logístico italiano entre los puertos de Desenzano, Salo, Gargnano y Limone. Se rechazó cualquier movimiento de las fuerzas italianas hacia la costa este y frenó cualquier ataque efectivo al valle de Chiesa.
Sin embargo, la flotilla austríaca no sobrevivió a la guerra. El armisticio del 25 de julio fue seguido por el Tratado de Viena en el cual Austria cedió Venecia a Italia. Después de esto, todo el lago Garda cayó dentro del territorio italiano, excepto el extremo norte alrededor de Riva del Garda, que permaneció como parte de Austria. Por lo tanto, Austria vendió su flota del Garda a Italia por un millón de florines.

### Reforma y creación de la Armada austrohúngara

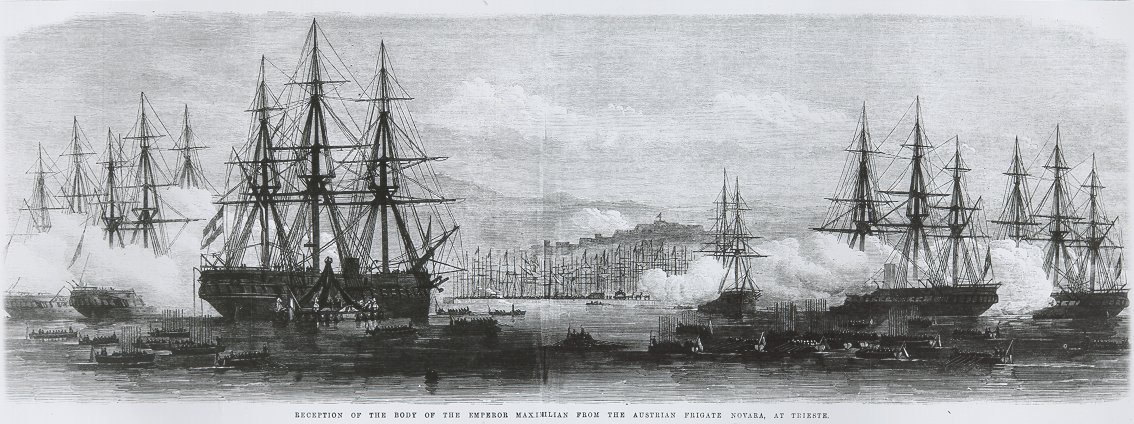
Recepción del cuerpo de Maximiliano I en Trieste, 1868.

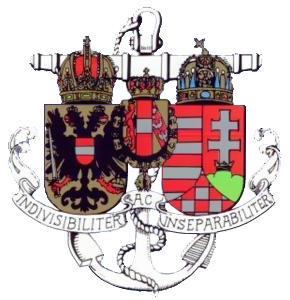
Escudo de la armada austrohúngara.

Mientras, la marina de guerra y la opinión pública esperaban el nombramiento de Tegetthoff como ministro de Marina, el Departamento de Guerra lo envió a un viaje de estudios a Inglaterra y Estados Unidos. Después de su regreso a Austria, se le ordenó transferir el cadáver del ejecutado emperador Maximiliano de México con el buque SMS Novara hasta Austria. Posteriormente, se le pidió a Tegetthoff que explicara por escrito sus propuestas para el establecimiento de una armada austro-húngara. El ministerio naval que propuso se habría convertido en un cuarto ministerio conjunto del Reich de la Monarquía Dual de Austria-Hungría. Los húngaros entonces habían insistido en que las sedes de los Ministerios conjuntos del Reich se distribuyeran por igual entre Viena y Budapest. Ni la corte imperial ni el gobierno austríaco (Cisleitania) querían eso. Como una propuesta del compromiso, la Sección Marina fue creada como parte del Ministerio de Guerra del Reich. La sede de todos los ministerios conjuntos se mantuvieron en Viena.
El emperador Francisco José I aprobó las propuestas y nombró a Tegetthoff el 25 de febrero de 1868 comandante naval y jefe del Ministerio de guerra del Reich, en su sección marítima.

## Flotillas

### Flota del Danubio

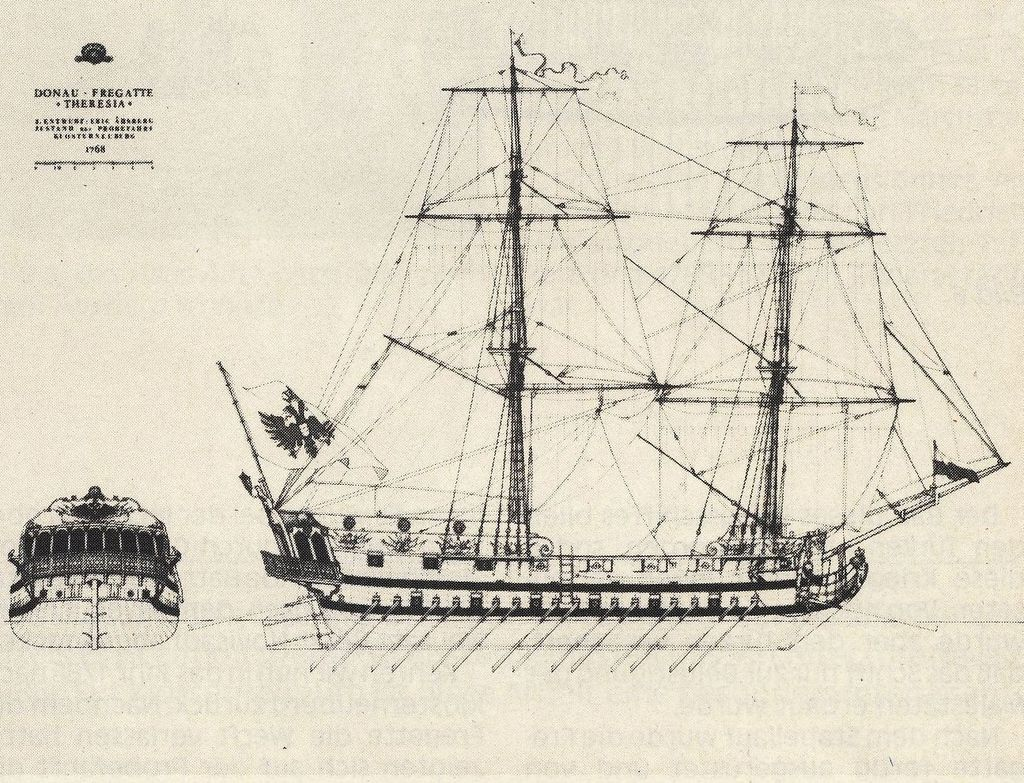
Fragata Theresia de la flota del Danubio del.

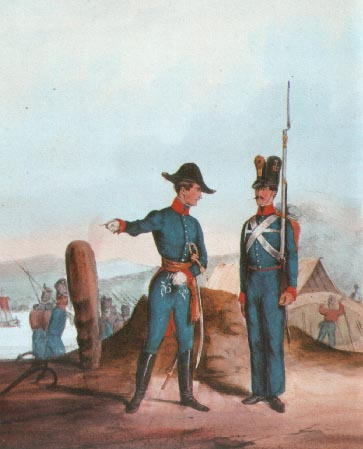
Tschaikistenbataillon en 1835.

La tarea de esta flotilla fue el control militar del Danubio, la corriente principal del Imperio austriaco, y sus afluentes navegables. Su tarea principal era la lucha contra los húngaros y turcos. Otra tarea importante era proteger el suministro de suministros para el ejército transportado por el río. La base principal de la Donauflottille era el Arsenal Imperial de Viena.
Para el año 1514, se constituyó una fuerza de 148 barcos con 2500 arcabuceros bajo el mando de Jerónimo de Zara.
Entre 1716 y 1718 se construyeron diez grandes barcos con hasta 64 cañones. Diez años más tarde, siguieron cuatro barcos más grandes. Pero el hecho de que todos estuvieran varados hizo que los responsables se dieran cuenta de que el río Danubio no es el lugar correcto para grandes barcos.
Posteriormente se empezó a utilizar un tipo de barco de fondo plano llamado " Chaika " proveniente de las regiones eslavas orientales y que era capaz de remar y navegar. Para operar estas embarcaciones se establecieron dos compañías permanentes de chaikistas, seguidas por 1764 dos más. Desde 1769 este batallón fue nombrado después de la ubicación del personal en Titl en Banat como el "Titler Battalion". En 1806, el Batallón Titler tenía una fuerza de 1200 hombres. La base más importante para estos pequeños barcos, que fueron una ayuda importante en el asedio de las fortalezas turcas en el Danubio y el Sava, fue la fortaleza Komorn en Hungría, donde se repararon barcos dañados y se construyeron otros nuevos. Una instalación de producción importante para chaikas era, entre otros, el astillero Klosterneuburg, que también suministraba constantemente al Tschaikistenbataillon estacionado en la boca húngara del Tisza con nuevos barcos. Entre 1829 y 1834 el Tschaikistenbataillon consistió en 1 batallón de 600 hombres.
| Tschaikistenbataillon                                                                          |                                                                                       |
| [[File:Officier Czaikisten (NYPL b14896507-90397).tiff\|268px\|alt={{{Alt\|{{{descripción}}}]] | [[File:Czaikisten (NYPL b14896507-90395).tiff\|268px\|alt={{{Alt\|{{{descripción}}}]] |
| Oficial 1837-1848.                                                                             | Soldado 1837-1848.                                                                    |

El primer uso provisional de un barco de vapor en el Danubio tuvo lugar en 1817, la operaciones regulares de buques de vapor solo fue realizada por la compañía de cargo DDSG (Erste Donaudampfschiffahrtsgesellschaft) en 1831.
En el transcurso de la revolución de 1848, el gobierno húngaro compró a la DDSG el barco de vapor Franz I y lo hizo reconstruir y armar. El 19 de agosto de 1848, este barco estuvo involucrado en batallas con los croatas y el 13 de octubre de 1848, llegó a Hainburg. Un ataque de las tropas imperiales bajo Alfred I. Prince zu Windisch-Graetz en el invierno de 1848/1849 lo condujo hacia el Tisza. El 5 de enero de 1849, el barco de vapor fue capturado, confiscado y rebautizado como General Schlick. En la primavera de 1849, el general Schlick llegó a Viena. A pesar de la paz después de la victoria sobre Hungría, el general Schlick permaneció armado y se convirtió en el primer barco de un nuevo batallón del Danubio.
En 1850 se erigió un nuevo batallón de Danubio con una base en Pest. La segunda nave del nuevo batallón del Danubio se puso en servicio el 31 de mayo de 1852. El buque de vapor Erzherzog Albrecht había sido ordenado durante la revolución por el entonces gobierno húngaro en Inglaterra, pero no pudo ser entregada debido al conflicto. Una escuela de oficiales y suboficiales se estableció en 1853 en Klosterneuburg, cerca de Viena. En 1854, el general Schlick fue desmantelado y reemplazado por el Graf Schlick, construido en Klosterneuburg y puesto en servicio en 1859. El yate del emperador Adler fue reconstruido en caso de necesidad en 1860 en un barco de guerra. Otro barco planeado no fue comprado.
En 1860 la flota del Danubio quedó bajo jurisdicción de la armada. En los años posteriores, el imperio siguió mejorando su flota fluvial y esto se vio reforzado después del compromiso con Hungría.
Esta flota se mantuvo hasta la Primera Guerra Mundial. Finalmente, la República de Austria permaneció con solo unas pocas patrulleras en el Danubio. Las dos últimas lanchas patrulleras fueron retiradas del servicio en el otoño de 2006.

### Flota del lago de Garda
La existencia de la flotilla de Garda casi no es mencionada y, en consecuencia, es poco conocida.
La flotilla del lago de Garda fue fundada por el mariscal de campo Josef Wenzel, conde Radetzky von Radetz en apoyo de su ejército en Italia. En 1860, esta flotilla fue puesta bajo mando de la armada. La base de la flota era Torri del Benaco.
En junio de 1859, los barcos de vapor armados SMS Franz Joseph, SMS Benaco y SMS Hess operaron junto con las cañoneras contra las fuerzas franco-piamontesas, pero estas no tenían barcos en el lago. El Benaco se perdió ante Salo el 20 de junio de 1859 al bombardear una batería terrestre piamontesa. Luego fue recuperado por los italianos.
La flota del lago durante la tercera guerra de la independencia italiana consistió en 22 embarcaciones: 6 modernas cañoneras de hélice - Wildfang, Raufbold, Wespe, Uskoke, Scharfschütze y Speiteufeland, 2 buques de vapor de rueda de paletas, el Hess y el Franz Joseph, una docena de lanchas, un par de barcazas armadas en Peschiera para usar como baterías flotantes, media docena de veleros desarmados para fines de exploración y la 3.ª Compañía de Infantería de Marina estacionada en Peschiera, que proporciona un armamento total de 62 cañones y 10 morteros. La flota fue comandada por el capitán de corbeta Moritz Manfroni von Mantfort.
Durante la guerra la flota del Garda fue bastante efectiva y consiguió la victoria en su frente de operaciones. Sin embargo, la derrota en los otros frentes de la guerra hicieron que el imperio capitulase y en vista de la adquisición del territorio de Venecia por parte de Italia, el imperio decidió vender su flota al estado italiano en 1866. El SMS Hess y el SMS Franz Joseph se mantuvieron bajo los nombres de RN Príncipe Oddone y RN San Marco hasta 1880 al servicio de la marina italiana en el lago.

## Imágenes
| Uniformes de la marina austriaca                                                          | |                                                                                           | | |                                                                                                |
| [[File:Naval officers (NYPL b14896507-90423).tiff\|260px\|alt={{{Alt\|{{{descripción}}}]] | [[File:Marine Cadeten Collegium (NYPL b14896507-90422).tiff\|300px\|alt={{{Alt\|{{{descripción}}}]] | [[File:Matrosen Corps (NYPL b14896507-90426).tiff\|300px\|alt={{{Alt\|{{{descripción}}}]] | [[File:Marine Genie Corps en parade (NYPL b14896507-90427).tiff\|260px\|alt={{{Alt\|{{{descripción}}}]] | [[File:Officier marine Infanterie (NYPL b14896507-90429).tiff\|270px\|alt={{{Alt\|{{{descripción}}}]] | [[File:Marine Inf(anterie) (NYPL b14896507-90430).tiff\|280px\|alt={{{Alt\|{{{descripción}}}]] |
| Oficiales navales 1837-1848.                                                              | Guardiamarina de la academia naval 1837-1848.                                                       | Marinero 1837-1848.                                                                       | Cuerpo de ingenieros de marina 1837-1848                                                                | Oficial de infantería de marina 1837-1848.                                                            | Infante de marina 1837-1848.                                                                   |

| Uniformes de la marina austriaca                                                  | |                                                                                              |                                                                                                |                                                                                                  |                                                                                                 |
| [[File:Marine (NYPL b14896507-90628).tiff\|232px\|alt={{{Alt\|{{{descripción}}}]] | [[File:Marine-Infanterie. 1866 (NYPL b14896507-90466).tiff\|430px\|alt={{{Alt\|{{{descripción}}}]] | [[File:Marine-Artillerie (NYPL b14896507-90465).tiff\|430px\|alt={{{Alt\|{{{descripción}}}]] | [[File:Matrosen corps. 1866 (NYPL b14896507-90469).jpg\|430px\|alt={{{Alt\|{{{descripción}}}]] | [[File:Flotillen corps. 1866 (NYPL b14896507-90468).tiff\|430px\|alt={{{Alt\|{{{descripción}}}]] | [[File:Flotille corps. 1866 (NYPL b14896507-90467).tiff\|430px\|alt={{{Alt\|{{{descripción}}}]] |
| Oficiales navales 1854.                                                           | Infantería de marina 1866.                                                                         | Artillero de marina 1866.                                                                    | Marinero 1866                                                                                  | Oficial del cuerpo de flotillas 1866.                                                            | Guardia del cuerpo de flotillas 1866.                                                           |